# Liechtenstein
Liechtenstein ([ˈlixtɛnʂtajn], wymowa polskaⓘ), Księstwo Liechtensteinu (niem. [ˈfʏɐstəntuːm ˈliːçtənʃtaɪn], Fürstentum Liechtensteinⓘ) – państwo unitarne położone w Europie Zachodniej, w dolinie górnego Renu, w Alpach Retyckich, między Austrią a Szwajcarią.
Powierzchnia Liechtensteinu wynosi 160,5 km², co daje mu 189. miejsce na świecie, a zamieszkiwane jest przez 39 680 osób, co z kolei daje 187. miejsce na świecie. Liechtenstein składa się z dwóch regionów (Region) Oberland i Unterland, w skład których wchodzi jedenaście gmin (Politische Gemeinde), posiadających szeroką autonomię, ale pozostających pod zwierzchnictwem władzy centralnej. Siedzibą władz państwowych i konstytucyjną stolicą państwa jest Vaduz.
Państwo jest monarchią konstytucyjną, na której czele stoi Książę Liechtensteinu. Obecnie panującym księciem jest Jan Adam II. Podstawą ustroju Liechtensteinu jest konstytucja z 1921 r. Władzę ustawodawczą sprawuje jednoizbowy (unikameralizm) parlament – Landtag.
Księstwo Liechtensteinu powstało 23 stycznia 1719 r. z połączenia majątków Schellenberg oraz Vaduz i od tamtej pory państwem rządzi dynastia Liechtensteinów. Było częścią Świętego Cesarstwa Rzymskiego, Związku Reńskiego i ostatecznie Związku Niemieckiego, a po jego rozwiązaniu w 1866 r. stało się suwerennym państwem. Podczas obu wojen światowych Liechtenstein pozostał neutralny, a od lat 50. XX wieku doszło w kraju do ożywienia gospodarczego i napływu zagranicznego kapitału, w wyniku czego państwo stało się najbogatszym lub jednym z najbogatszych państw świata z PKB per capita równym 197,5 tys. dolarów amerykańskich.
Liechtenstein znajduje się w unii celnej i monetarnej ze Szwajcarią, należy do Organizacji Narodów Zjednoczonych, Rady Europy, Europejskiego Obszaru Gospodarczego, Europejskiego Stowarzyszenia Wolnego Handlu, Światowej Organizacji Handlu, strefy Schengen i Międzynarodowego Funduszu Walutowego.

## Geografia
Liechtenstein położony jest nad górnym Renem, w Alpach. Cała granica zachodnia państwa przebiega wzdłuż biegu Renu, wschodnia zaś wyznaczana jest przez łańcuchy alpejskie. Najwyższym szczytem Liechtensteinu jest Grauspitz o wysokości 2599 m n.p.m.
- Powierzchnia: 160,5 km²
- Całkowita długość granic: 77,9 km, w tym z Austrią 36,7 km i ze Szwajcarią 41,2 km
- Najniższy punkt: Ruggeller Riet 430 m n.p.m.

Powierzchnia Liechtensteinu zwiększyła się o około 0,5 km² (kosztem Austrii), a granica wydłużyła o 1,9 km, gdy 28 grudnia 2006 roku rząd dokładnie określił granicę państwa.

## Historia
Obecne tereny Liechtensteinu już ponad 1500 lat temu zostały zasiedlone przez Alamanów i innych Germanów. W tym czasie Karol Wielki włączył te ziemie do swego imperium. Przez wieki te tereny były podzielone na dwa hrabstwa: Vaduz, ze stolicą w Vaduz oraz Schellenberg, ze stolicą w Schellenbergu. Hrabstwo Schellenberg dzieliło losy ważniejszego hrabstwa Vaduz. Na przełomie XVII i XVIII wieku obydwa hrabstwa zostały zakupione przez ród Liechtensteinów.
W 1719 roku ziemie te zostały uznane przez cesarza za suwerenne księstwo w granicach Rzeszy Niemieckiej. W roku 1806 cesarz Świętego Cesarstwa Rzymskiego Franciszek II Habsburg został zmuszony przez Napoleona do abdykacji i zrzeczenia się tytułu cesarza rzymskiego. Liechtenstein w 1806 został członkiem Związku Reńskiego, który miał zastąpić cesarstwo i pozostał w nim do 1814 roku. W latach 1815–1866 był członkiem Związku Niemieckiego. Przez te wszystkie lata księstwo utrzymywało ścisłe kontakty gospodarcze i polityczne z Austrią. Wynikiem tego było w 1866 wystąpienie z nią ze Związku Niemieckiego i uzyskanie przez Liechtenstein pełnej niepodległości.
Podczas I wojny światowej państwo było neutralne. Po wojnie więzy z Austrią zostały zastąpione przez umowy ze Szwajcarią. 24 października 1921 w Liechtensteinie ustanowiono konstytucję, według której kraj jest monarchią o demokratyczno-parlamentarnej formie rządów. W 1924 państwo weszło w skład szwajcarskiego związku celnego. Liechtenstein związał się ze Szwajcarią również unią monetarną i pocztową.
W 1949 roku państwo zostało członkiem Międzynarodowego Trybunału Sprawiedliwości, a w 1978 zostało przyjęte do Rady Europy. W 1984 roku książę Franciszek Józef II przekazał regencję Janowi Adamowi II. W tym samym roku przyznano kobietom prawo głosu w wyborach powszechnych, zaś w 1990 roku Liechtenstein został przyjęty do ONZ. W 1989 roku zmarł książę Franciszek i władzę przejął książę Jan Adam II. W 2003 roku ogólnonarodowe referendum zwiększyło uprawnienia monarchy. Tym samym Księstwo zostało pierwszym państwem europejskim, które przywróciło klasyczną monarchię, ograniczając demokrację parlamentarną.

## Ustrój polityczny
Księstwo Liechtensteinu jest monarchią konstytucyjną.
Głową państwa jest panujący Książę (niem. Fürst), który obok Narodu jest jednym z dwóch suwerenów. Należy do niego władza wykonawcza, ale posiada również szerokie kompetencje w zakresie ustawodawstwa (prawo bezwzględnego weta) oraz sądownictwa (odpowiada za wybór sędziów). Książę jest również reprezentantem państwa za granicą. W imieniu Księcia władzę sprawować może jego następca (niem. Erbprinz) jako koregent.
Władzę wykonawczą w imieniu Księcia sprawuje kolegialny Rząd z Premierem na czele. Członkowie Rządu są mianowani przez Księcia na wniosek Landtagu. Rządowi podlega cała administracja państwowa.
Władzę ustawodawczą sprawuje jednoizbowy parlament zwany Landtagiem. Składa się z 25 deputowanych, którzy są wybierani przez Naród w powszechnych, równych, bezpośrednich i tajnych wyborach o ordynacji proporcjonalnej.
Władzę sądownicza stanowią: Sądy Powszechne w trzech instancjach (Sąd Krajowy, Wyższy Sąd Krajowy i Najwyższy Sąd Krajowy); Trybunał Państwowy i Trybunał Administracyjny. Sędziów wybiera Książę.
Inicjatywę ustawodawczą posiadają: Landtag, Książę oraz Naród.

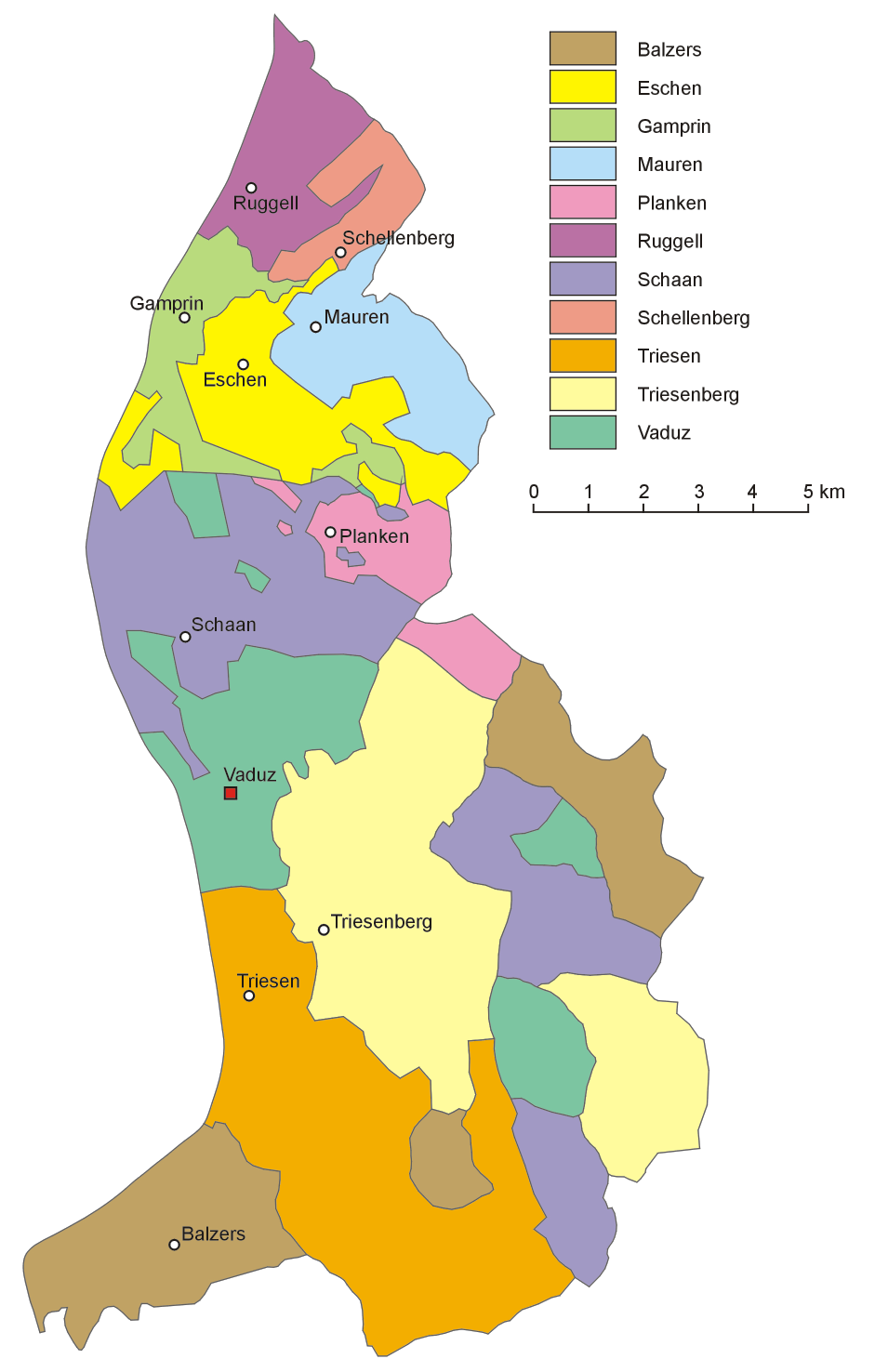
Podział administracyjny Liechtensteinu

## Podział administracyjny
W tradycyjnym podziale Księstwa wyróżnia się dwa regiony (Region), zwane również okręgami wyborczymi (Wahlkreis): Oberland oraz Unterland. Nie ma on jednak znaczenia administracyjnego, natomiast jest ważny dla legislacji wyborczej, bo właśnie zgodnie z tym podziałem przydzielane są mandaty do Landtagu.
Funkcję administracyjną pełni podział na jedenaście gmin (Politische Gemeinde), który jest zgodny z podziałem na regiony – w skład Unterlandu wchodzi pięć gmin, a w skład Oberlandu sześć. Największą gminą jest Schaan, a najmniejszą Planken.
Cechą charakterystyczną podziału administracyjnego Księstwa jest silne rozdrobnienie jednostek administracyjnych, wynikające z przebiegu granic historycznych majątków feudalnych. Przykładowo gmina Schaan posiada cztery eksklawy, a jednocześnie na jej terenie znajdują się cztery enklawy: dwie należące do Vaduz oraz dwie do Planken.

## Demografia

### Liczba ludności
Według rocznika statystycznego (niem. Statistisches Jahrbuch Liechtensteins) wydawanej przez Urząd Statystyczny (niem. Amt für Statistik) z roku 2022, populacja Liechtensteinu na dzień 31 grudnia 2022 roku wynosi 39 680. Według CIA World Factbook liczba ludności Księstwa na dzień 31 grudnia 2020 wyniosła 39 425.

### Zmiany liczby ludności

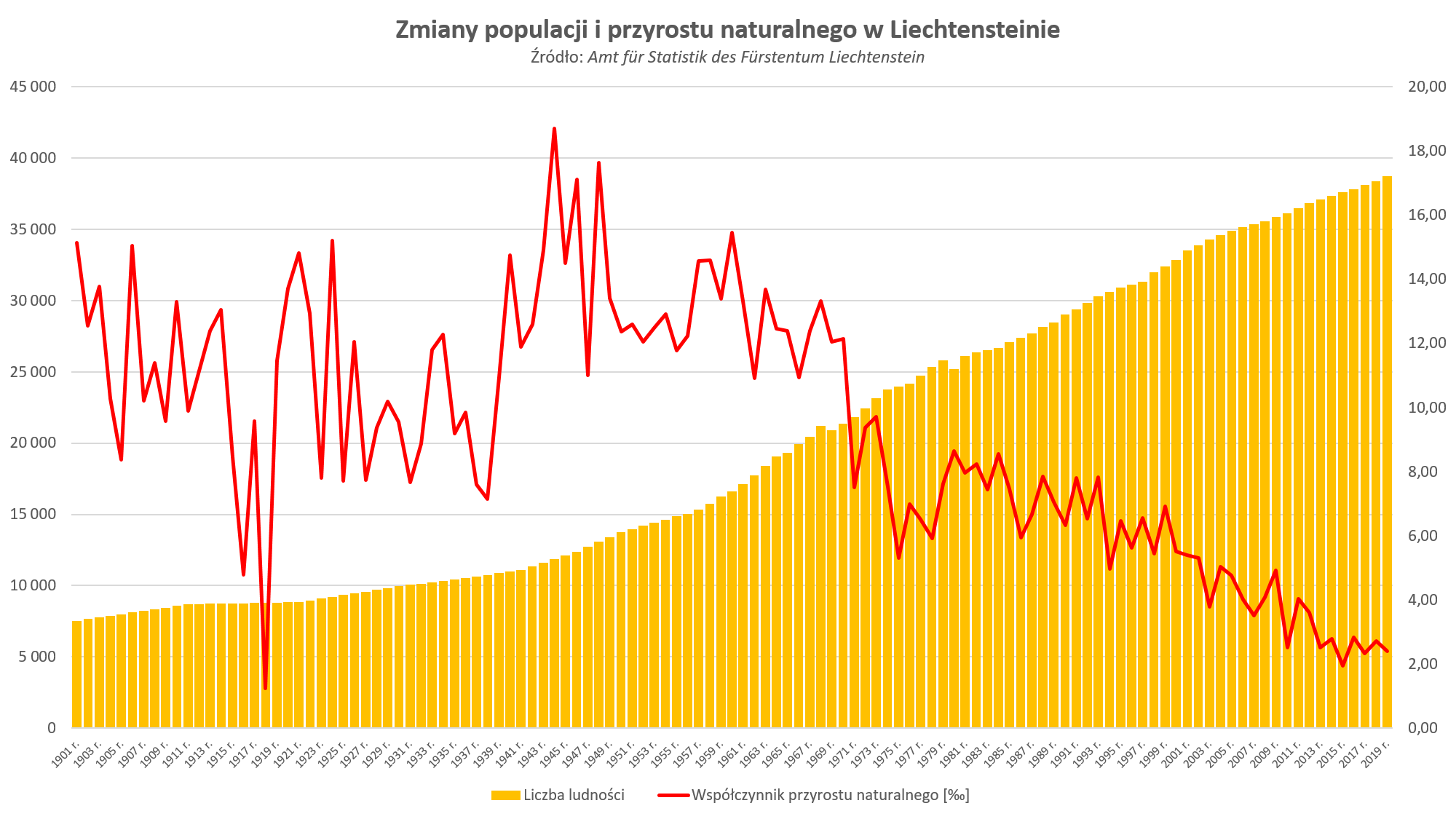
Zmiany liczby ludności i współczynnika przyrostu naturalnego od 1901 roku w Liechtensteinie'.

Liczba ludności praktycznie nieprzerwanie rośnie. Wzrost zintensyfikował się po zakończeniu II wojny światowej – od 1945 roku populacja państwa potroiła się, a od początku XXI wieku wzrosła o 17,9%.
Przyrost naturalny jest dodatni, co stanowi ewenement wśród wysoko rozwiniętych krajów zachodu. Według danych urzędu statystycznego w roku 2019 urodziło się 356 osób, a zmarło 263, zatem bezwzględny przyrost naturalny wyniósł +93, co w przeliczeniu na 1000 mieszkańców daje 2,4‰. Najwyższy przyrost naturalny w ostatnim stuleciu notowano tuż po II wojnie światowej, kiedy wynosił 17–18‰. Od tamtego momentu wartość tego wskaźnika stopniowo spada, jednak od kilkunastu lat obserwuje się wypłaszczanie tej krzywej.

#### Migracje
Przed II wojną światową saldo migracji w Liechtensteinie było ujemne lub bliskie zera. Po wojnie natomiast rozpoczął się napływ imigrantów do kraju. Saldo spadało nisko poniżej zera w latach 1969 i 1980. Poza tymi wyskokami wartość wskaźnika migracji jest dodatnia i utrzymuje się na podobnym, dodatnim poziomie.
Według danych urzędu statystycznego w roku 2019 do państwa napłynęło 727 imigrantów, a wyjechało 446 emigrantów. Saldo migracji w przeliczeniu na 1000 mieszkańców zgodnie z tymi danymi wyniosło zatem 7,1‰.
Oznacza to, że łącznie populacja Liechtensteinu zwiększyła się o 374, zatem wskaźnik przyrostu rzeczywistego wyniósł 9,5‰.
Według CIA World Factbook pod koniec roku 2021 przyrost rzeczywisty populacji wyniósł 7,3‰.
| 2020 Na podstawie CIA Factbook | 2020 Na podstawie CIA Factbook |
| ------------------------------ | ------------------------------ |
| Przyrost naturalny             | 2,46‰                          |
| Współczynnik urodzeń           | 10,35‰                         |
| Współczynnik zgonów            | 7,89‰                          |
| Saldo migracji                 | 4,84‰                          |
| Przyrost rzeczywisty           | 7,3‰                           |
| Umieralność noworodków         | 4,12‰                          |
| Płodność kobiet                | 1,69 urodzeń na kobietę        |

### Struktura płci i wieku

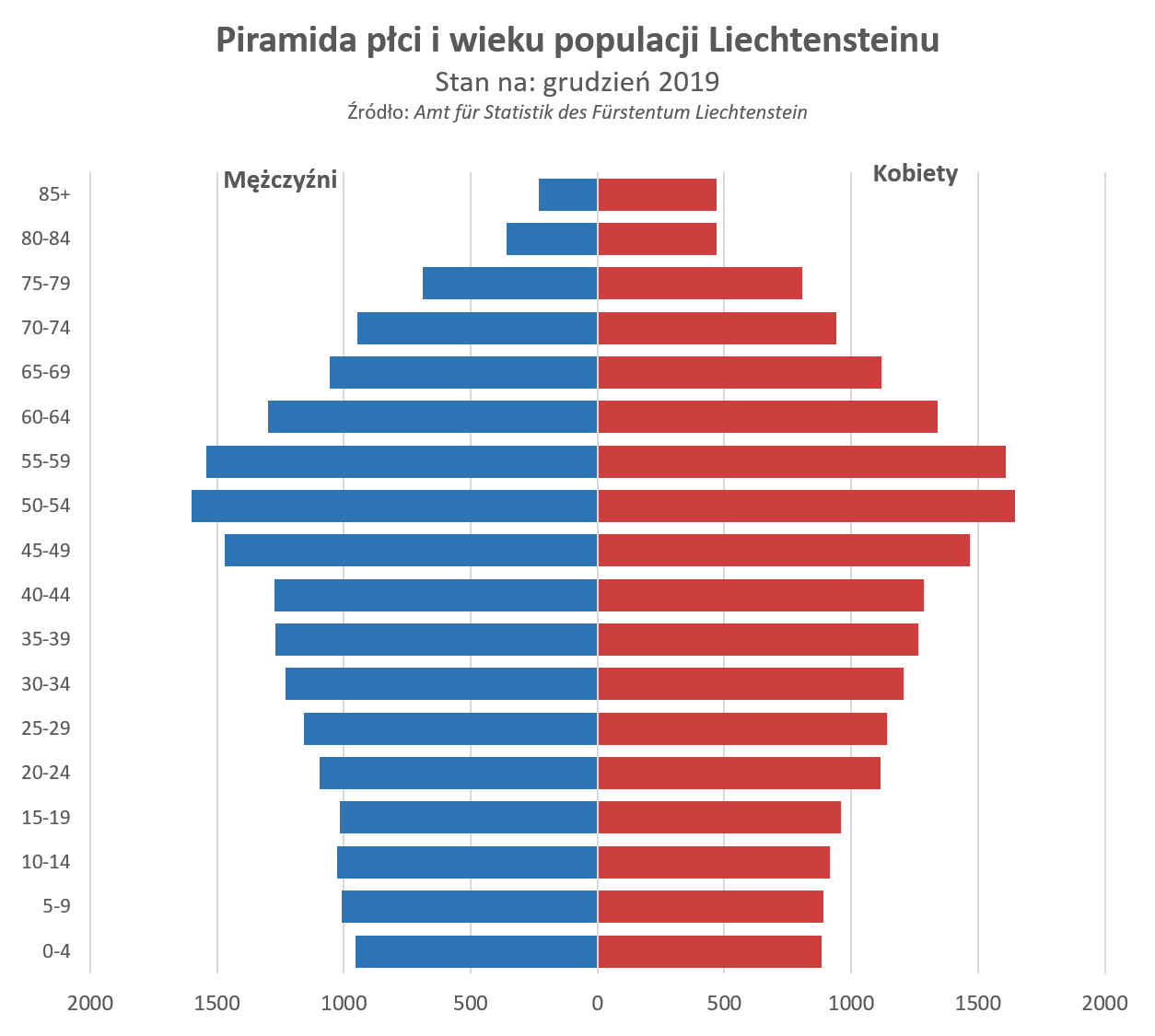
Struktura płci i wieku populacji Liechtensteinu. Stan na rok 2019.

W populacji Liechtensteinu przeważają kobiety, stanowiące ok. 50,41% – oznacza to, że współczynnik feminizacji wynosi 101,65. Najwyższą procentową nadwyżkę mężczyzn w pięcioletnich grupach wiekowych notuje się wśród osób w wieku od 5 do 9 lat, gdzie wynosi ona 6,27%, natomiast nadwyżkę kobiet w wieku powyżej 85 lat, gdzie wynosi 33,91%.
Społeczeństwo Liechtensteinu jest społeczeństwem starzejącym się, o czym świadczy postać piramidy płci i wieku regresywnej. Na podstawie piramidy płci i wieku można stwierdzić, że Liechtenstein znajduje się w ostatniej fazie rozwoju demograficznego. Piramidę płci i wieku Liechtensteinu odróżnia od analogicznych wykresów w innych państwach europejskich (np. Niemczech lub Polsce), brak powtarzającego się cyklicznie echa powojennego niżu demograficznego. Jest to związane z nieuczestnictwem Księstwa w II wojnie światowej, a co za tym idzie z brakiem znaczących strat ludnościowych.
Według CIA Factbook średnia mediana wieku wynosi 43,7 lat (u mężczyzn 42; u kobiet 45,3) i znajduje się na 22. miejscu wśród państw świata według tego wskaźnika. Również według CIA Factbook oczekiwana średnia długość życia wynosi 82,36 lat (u mężczyzn 80,11; u kobiet 85,19).
W wieku produkcyjnym znajduje się 64,06% populacji.

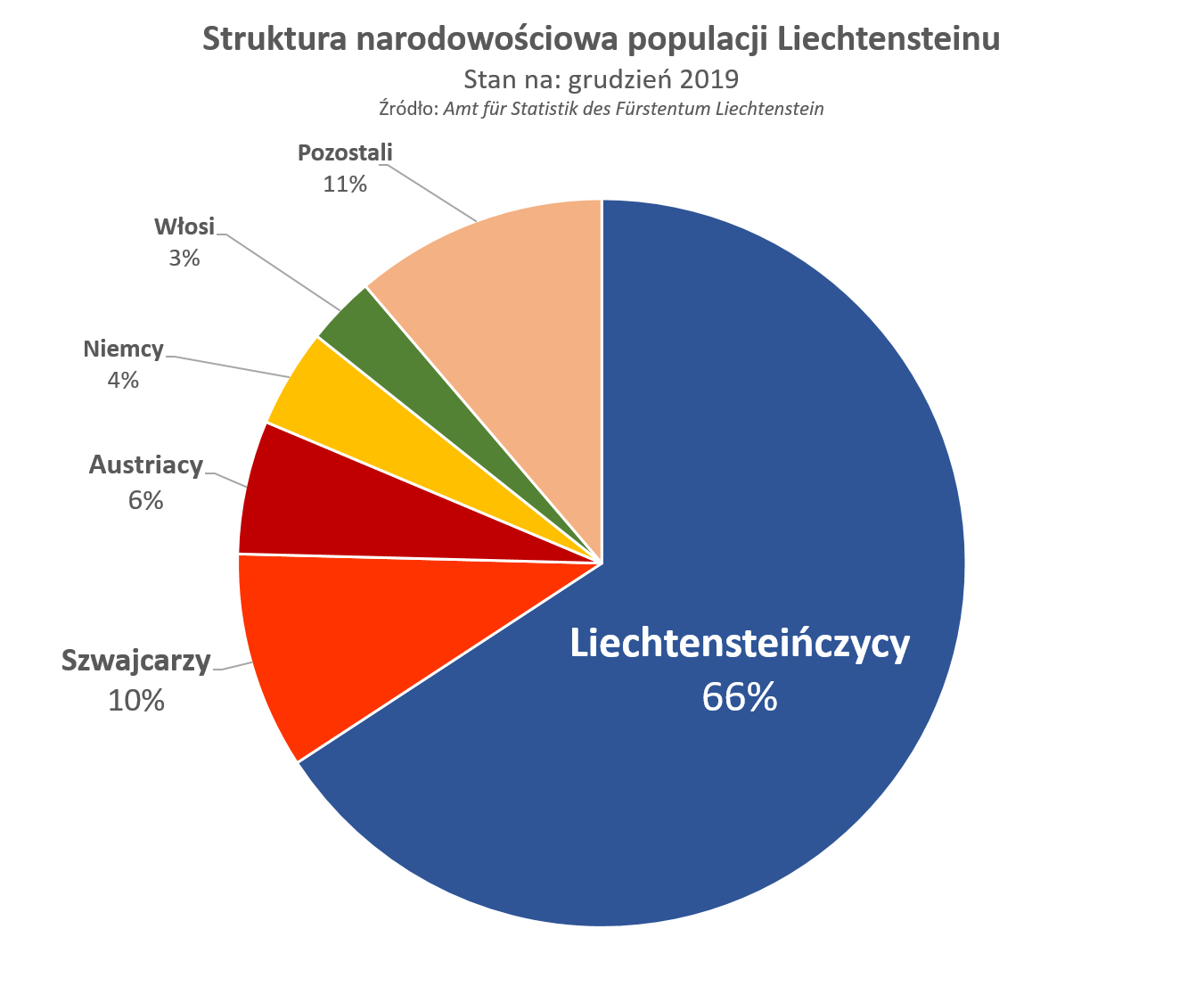
Struktura narodowościowa Liechtensteinu. Stan na rok 2019.

| 2019 Na podstawie CIA Factbook | 2019 Na podstawie CIA Factbook |
| Ludność według wieku           | Ludność według wieku           |
| ------------------------------ | ------------------------------ |
| 0 – 14 lat                     | 15,2%                          |
| 15 – 24 lata                   | 11,29%                         |
| 25 – 54 lata                   | 40,22%                         |
| 55 – 64 lata                   | 14,41%                         |
| ponad 65 lat                   | 18,88%                         |
| Mediana wieku                  |                                |
| ogółem                         | 43,7 lat                       |
| mężczyźni                      | 42 lat                         |
| kobiet                         | 45,3 lat                       |
| Ludność według płci            |                                |
| przy urodzeniu                 | 1,26 mężczyzn/kobiet           |
| 0 – 14 lat                     | 1,21 mężczyzn/kobiet           |
| 15 – 24 lata                   | 1,03 mężczyzn/kobiet           |
| 25 – 54 lata                   | 1 mężczyzn/kobiet              |
| 55 – 64 lata                   | 0,93 mężczyzn/kobiet           |
| ponad 65 lat                   | 0,85 mężczyzn/kobiet           |
| ogółem                         | 0,991 mężczyzn/kobiet          |
| Oczekiwana długość życia       |                                |
| W całej populacji              | 82,2 lat                       |
| Mężczyzn                       | 79,9 lat                       |
| Kobiet                         | 85 lat                         |

### Struktura narodowościowa
Liechtenstein można określić państwem wielonarodowym i niejednolitym etnicznie, ponieważ narodowość liechtensteińską deklaruje jedynie 65,89% ludności. Największymi mniejszościami są Szwajcarzy, Niemcy, Austriacy i Włosi, czyli pochodzący z państw sąsiadujących lub położonych w niedalekiej odległości od Księstwa. Ponadto stosunkowo duży odsetek populacji stanowią osoby pochodzenia bałkańskiego przede wszystkim Kosowianie, Bośniacy, Serbowie i Chorwaci.
| Mniejszość narodowa | Liczebność | Procent |
| ------------------- | ---------- | ------- |
| Szwajcarzy          | 3 692      | 9,58%   |
| Austriacy           | 2 267      | 5,88%   |
| Niemcy              | 1 669      | 4,33%   |
| Włosi               | 1 185      | 3,07%   |
| Portugalczycy       | 705        | 1,83%   |
| Turcy               | 559        | 1,45%   |
| Kosowianie          | 422        | 1,09%   |
| Hiszpanie           | 378        | 0,98%   |
| Bośniacy            | 263        | 0,68%   |
| Serbowie            | 237        | 0,61%   |

### Struktura językowa
Jedynym językiem urzędowym uwzględnionym w Konstytucji Liechtensteinu jest język niemiecki. Jest on językiem ojczystym dla 91,5% populacji. Pozostała część populacji posługuje się językami francuskim, włoskim i innymi językami mniejszości narodowych.
Głównym dialektem języka niemieckiego występujący na terytorium Liechtensteinu jest dialekt alemański.

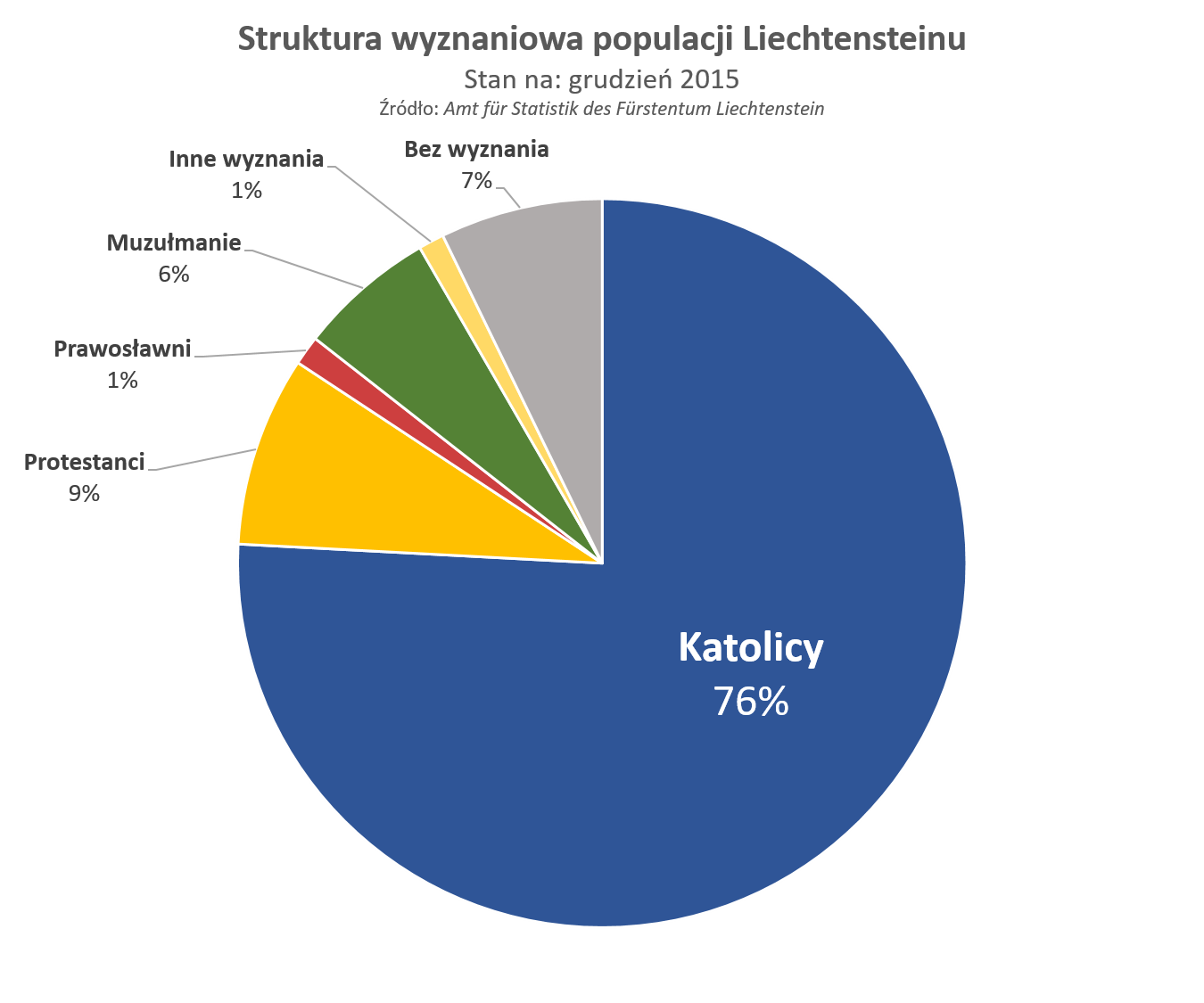
Struktura wyznaniowa Liechtensteinu. Stan na rok 2015.

### Struktura wyznaniowa
Rzymskokatolicyzm stanowi zgodnie z Konstytucją religię państwową i jest wyznawany przez 76% mieszkańców Księstwa.
2 grudnia 1997 roku struktury kościelne Liechtensteinu zostały wyizolowane od kościoła szwajcarskiego, kiedy to papież Jan Paweł II powołał arcybiskupstwo w Vaduz (wydzielone z arcybiskupstwa w Chur). Od tamtej pory na jego czele stoi arcybiskup Wolfgang Haas. W skład archidiecezji Vaduz wchodzi 12 parafii.
Około 9% obywateli Liechtensteinu deklaruje wyznanie protestanckie, głównie luterańskie – są to głównie członkowie mniejszości narodowych niemieckiej i szwajcarskiej. Ponadto kilkaset obywateli jest wyznania prawosławnego.
W Liechtensteinie żyje także stosunkowo duża diaspora muzułmańska – ponad 2 tys. osób, której liczebność wynika z dużej liczebności uchodźców z Kosowa i Bośni i Hercegowiny, a także Turków.

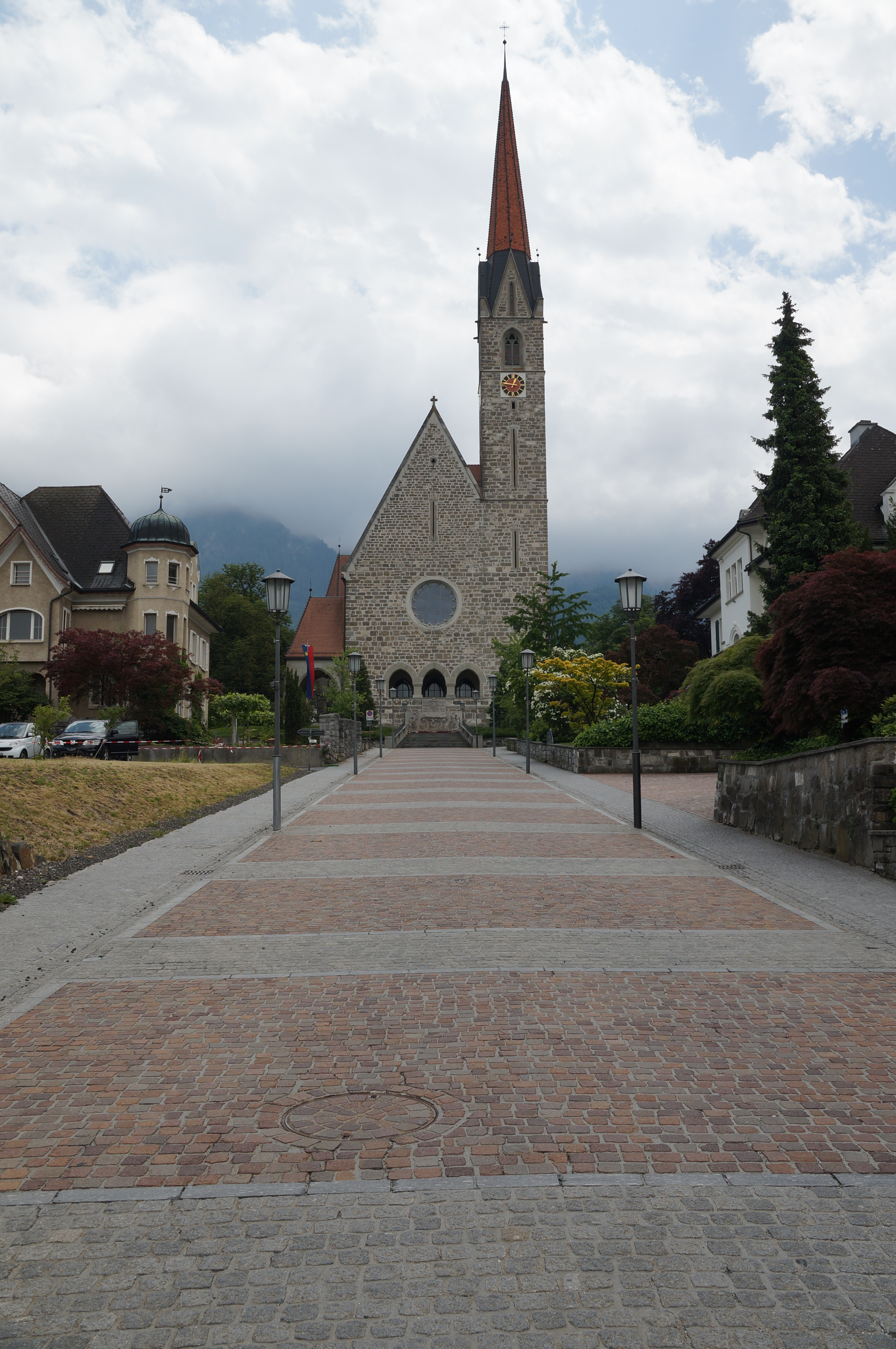
Schaan – największa miejscowość Liechtensteinu

| 2015 Na podstawie danych Amt für Statistik | 2015 Na podstawie danych Amt für Statistik | 2015 Na podstawie danych Amt für Statistik |
| Wyznanie                                   | Liczba wiernych                            | Procent                                    |
| ------------------------------------------ | ------------------------------------------ | ------------------------------------------ |
| rzymskokatolicyzm                          | 27 599                                     | 76,4%                                      |
| niereligijni                               | 2 623                                      | 7,0%                                       |
| islam                                      | 2 215                                      | 5,9%                                       |
| protestantyzm                              | 3 071                                      | 8,2%                                       |
| prawosławie                                | 472                                        | 1,3%                                       |
| pozostałe religie                          | 413                                        | 1,1%                                       |

### Urbanizacja
W Liechtensteinie trudno mówić o wskaźniku urbanizacji, ze względu na to, że administracyjnie nie ma w Liechtensteinie miast. Dlatego też określenie wskaźnika urbanizacji jest dość subiektywne. Według CIA World Factbook wskaźnik ten wynosi 14,4%.
Największą miejscowością jest Schaan zamieszkiwane przez 6083 osób, a najmniejszą Planken z liczbą ludności 473 osoby.

## Gospodarka

### Struktura zatrudnienia
Liczba miejsc pracy w Księstwie przekroczyła w 2018 liczbę mieszkańców państwa i wyniosła 41 784 miejsc pracy. Najwięcej ludzi zatrudnionych jest w usługach – 63,5%. Zatrudnieni w przemyśle stanowią 35,9%, a w rolnictwie pracuje zaledwie 0,7% pracujących.

### Rolnictwo[16]

#### Użytki rolne
Według danych z 2016 roku na terenie Księstwa funkcjonują 102 gospodarstwa rolne, na których pracuje łącznie 318 rolników. Użytki rolne zajmują łączną powierzchnię 3592 ha, czego 1355 ha stanowią pola uprawne, na których uprawiane są przede wszystkim zboża (pszenica, kukurydza i jęczmień), ale także ziemniaki. Gospodarstwa rolne w państwie są średniej lub małej wielkości – większość z nich (76,47%) ma powierzchnię nie przekraczającą 50 hektarów. Liczba gospodarstw stale się zmniejsza, a od 2000 do 2016 roku ich liczba zmniejszyła się o 50%.

#### Hodowla zwierząt
Hodowla zwierząt opiera się przede wszystkim na bydle, którego pogłowie w 2018 roku wyniosło 5894 sztuki, w tym 2721 krów. Hodowane są również owce (pogłowie 3989 sztuk), trzoda chlewna (pogłowie 1772 sztuk), kozy (pogłowie 431 sztuk). Pogłowie drobiu wyniosło 12 916 sztuk, w tym 12 779 kurczaków. Ponadto w Liechtensteinie znajduje się 985 kolonii pszczół.
Ważną dziedziną rolnictwa w Liechtensteinie jest przetwórstwo mleka. W 2018 roku wyprodukowano 13 793,5 ton mleka.

#### Winiarstwo
Północna i południowa część Liechtensteinu ma łagodny klimat, co pozwala na uprawę winorośli. W Liechtensteinie znajduje się kilka winnic, które zajmują 25 ha powierzchni, a pracuje na nich około 100 winiarzy. W 2018 roku liechtensteińskie winnice wyprodukowały 1343 hektolitrów wina (w tym 883 hl wina białego). Do najbardziej preferowanych odmian winorośli należą Blauburgunder (Pinot noir) i Müller-Thurgau.

#### Drewno
Średnia ilość drewna produkowana rocznie w Liechtenstenie (2010) wynosi 409,5 m³/ha, z czego największy odsetek stanowią drewno drzew iglastych – świerkowe (54,5%), sosnowe (8,7%), jodłowe (7,5%), modrzewiowe (6,3%). Drewno drzew liściastych stanowi 22,7% całej produkcji drewna (przede wszystkim buki).

### Raj podatkowy
Liechtenstein, ze względu na niskie podatki oraz liberalną politykę względem depozytów bankowych, jest uważany za jeden z niewielu rajów podatkowych na terenie Europy. W Liechtensteinie mają swoją siedzibę liczne przedsiębiorstwa zagraniczne i towarzystwa finansowe. Znajduje się ich tam ok. 80 000.

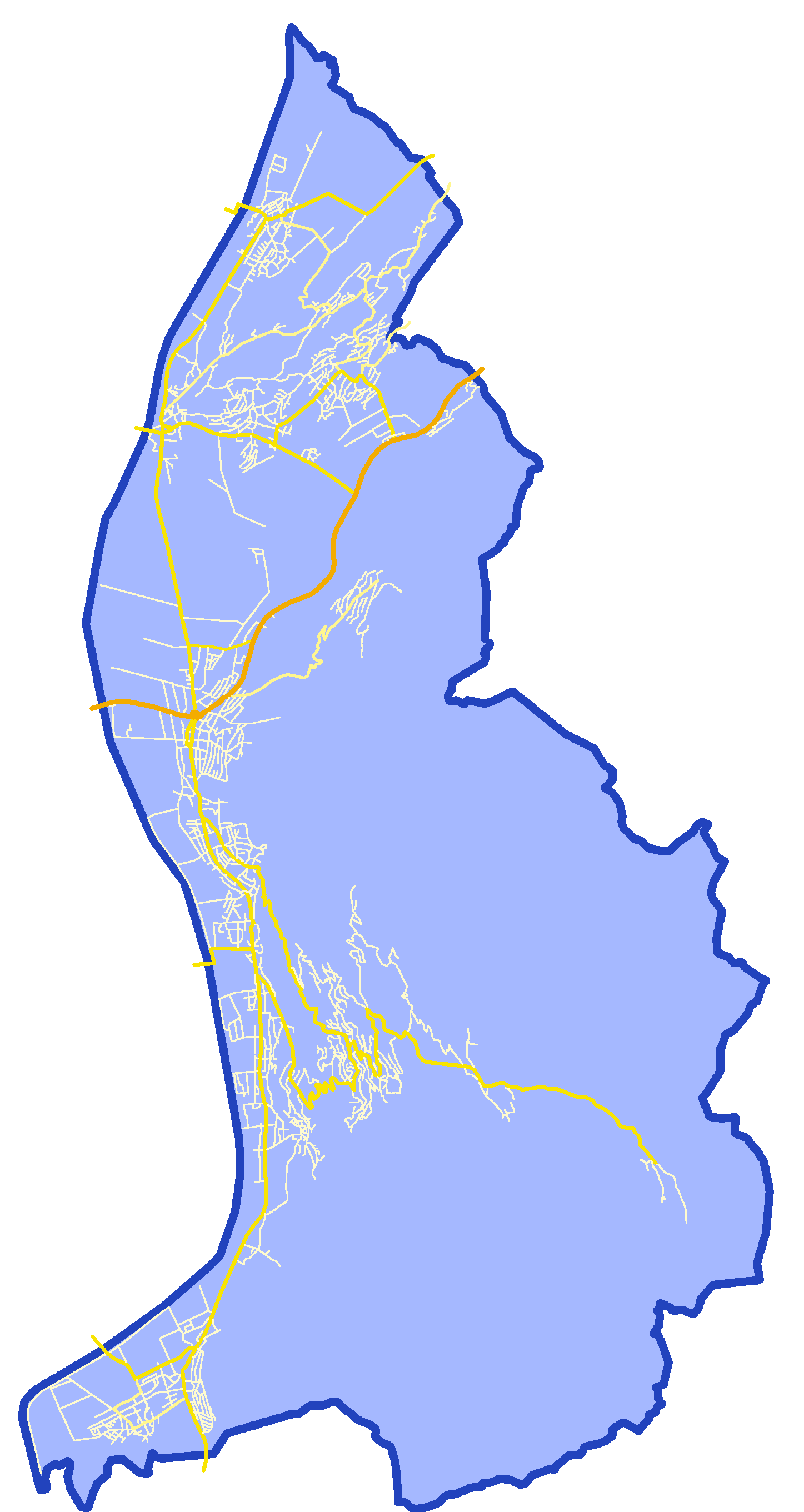
Sieć drogowa w Liechtensteinie.

## Transport

### Transport drogowy
Sieć drogowa Liechtensteinu jest ściśle powiązana z siecią drogową Szwajcarii. Na terenie państwa nie ma autostrad, jednak wzdłuż Renu, po szwajcarskiej stronie, przebiega Autostrada A13, której trasa przebiega wzdłuż całej wschodniej granicy Szwajcarii. Przy granicy z Liechtensteinem znajduje się pięć węzłów, które umożliwiają bezpośrednie połączenie autostrady z miejscowościami Balzers, Triesen, Vaduz, Gamprin i Ruggell. Przez kraj przebiega również przedłużenie szwajcarskiej drogi głównej nr 16, łączącej Tägerwilen i przygraniczne Buchs. Przedłużenie to jest główną arterią kraju i łączy zachodnią oraz wschodnią granicę, tworząc główne połączenie drogowe z Austrią, a dokładnie z drogą krajową B191, prowadzącą do Feldkirch. Drugą osią liechtensteińskiej sieci drogowej jest droga łącząca Ruggell i Balzers przez Bendern, Schaan, Vaduz, Triesen.
Na sieć drogową składają się: 130 kilometrów dróg wiejskich (w tym górskich i dojazdowych) i około 500 kilometrów dróg gminnych.
Przepisy drogowe są generalnie identyczne z przepisami szwajcarskimi. Tablice rejestracyjne w Liechtensteinie są czarne, z białą czcionką (identyczną z czcionką szwajcarską).
Ze względu na ogromne zapotrzebowanie na pracowników (głównie w sektorach przemysłowych i usługowych) znacznie wzrosła liczba osób dojeżdżających ze Szwajcarii i Austrii do pracy w Liechtensteinie. W 1970 r. liczba osób dojeżdżających wynosiła 2601, w 1990 wynosiła 6885 i do 2006 wzrosła do 15 138.
W roku 2018 granice ze Szwajcarią przekraczało dziennie około 67,3 tys. osób, z czego najwięcej przez most w Bendern (17 902). Granice ze Austrią natomiast przekraczało 18,3 tys. pojazdów, z czego większość przez przejście graniczne w Schaanwaldzie (11,5 tys.).
W 2001 roku transport drogowy stanowił 63% krajowego transportu towarowego.

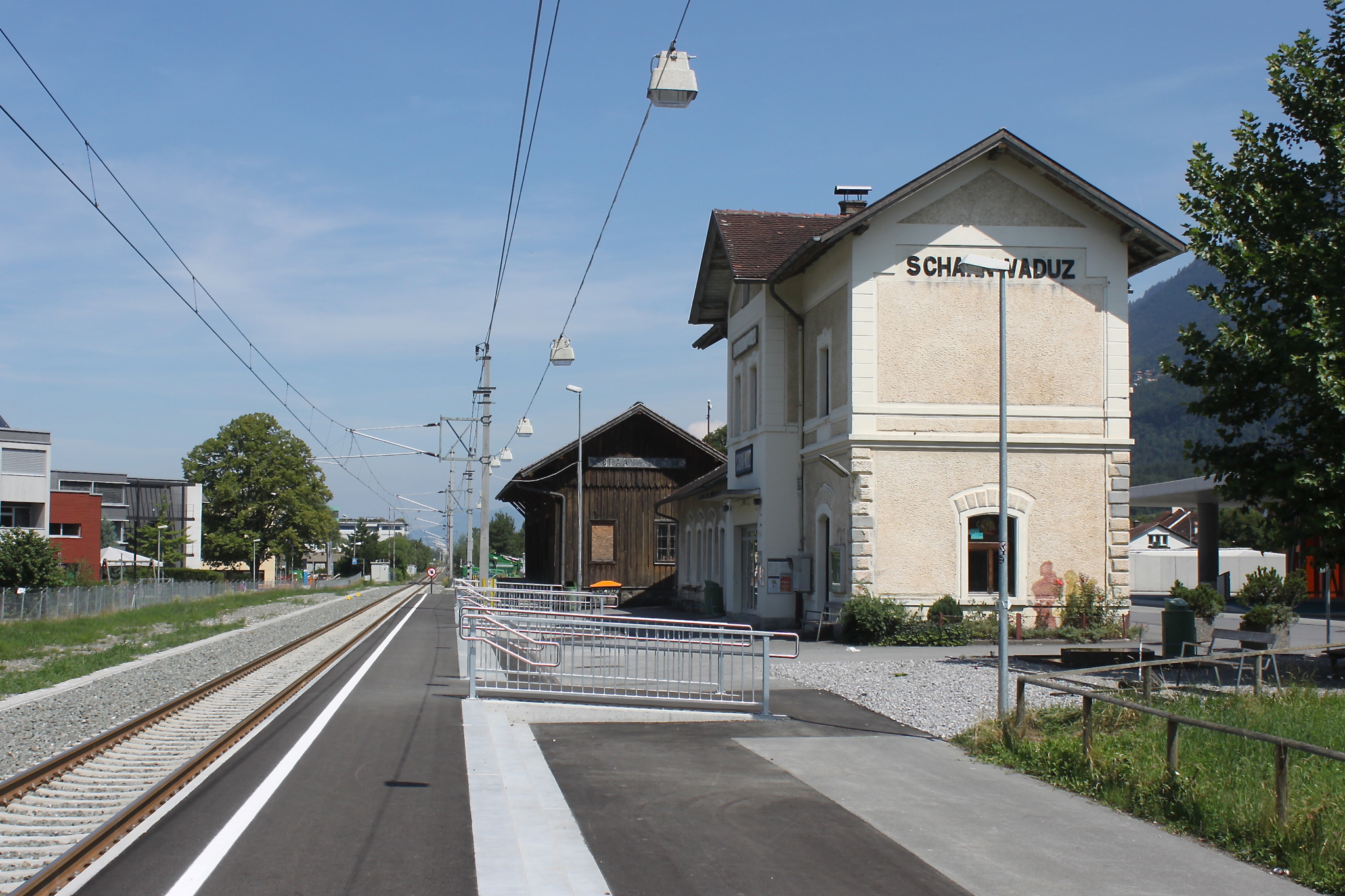
Stacja kolejowa Schaan-Vaduz

### Transport kolejowy
Liechtenstein nie posiada rozwiniętej sieci kolejowej, ze względu na małą powierzchnię. Przez państwo przebiega jedna linia kolejowa austriackiego przewoźnika ÖBB, łącząca austriackie Feldkirch i szwajcarskie Buchs. Linia kolejowa przechodzi przez centralną część kraju. Na terytorium Liechtensteinu znajdują się trzy działające stacje tej linii: Nendeln, Forst-Hilti i Schaan-Vaduz. Linia jest obsługiwana wyłącznie przez połączenia regionalne ÖBB.
Linia obsługuje także ruch towarowy. W roku 2018 przewieziono tą linią 1 468 980 ton towarów, z czego 97,5% to transport tranzytowy, najczęściej ze Szwajcarii do Austrii lub z Austrii do Szwajcarii.

### Autobusowy transport publiczny

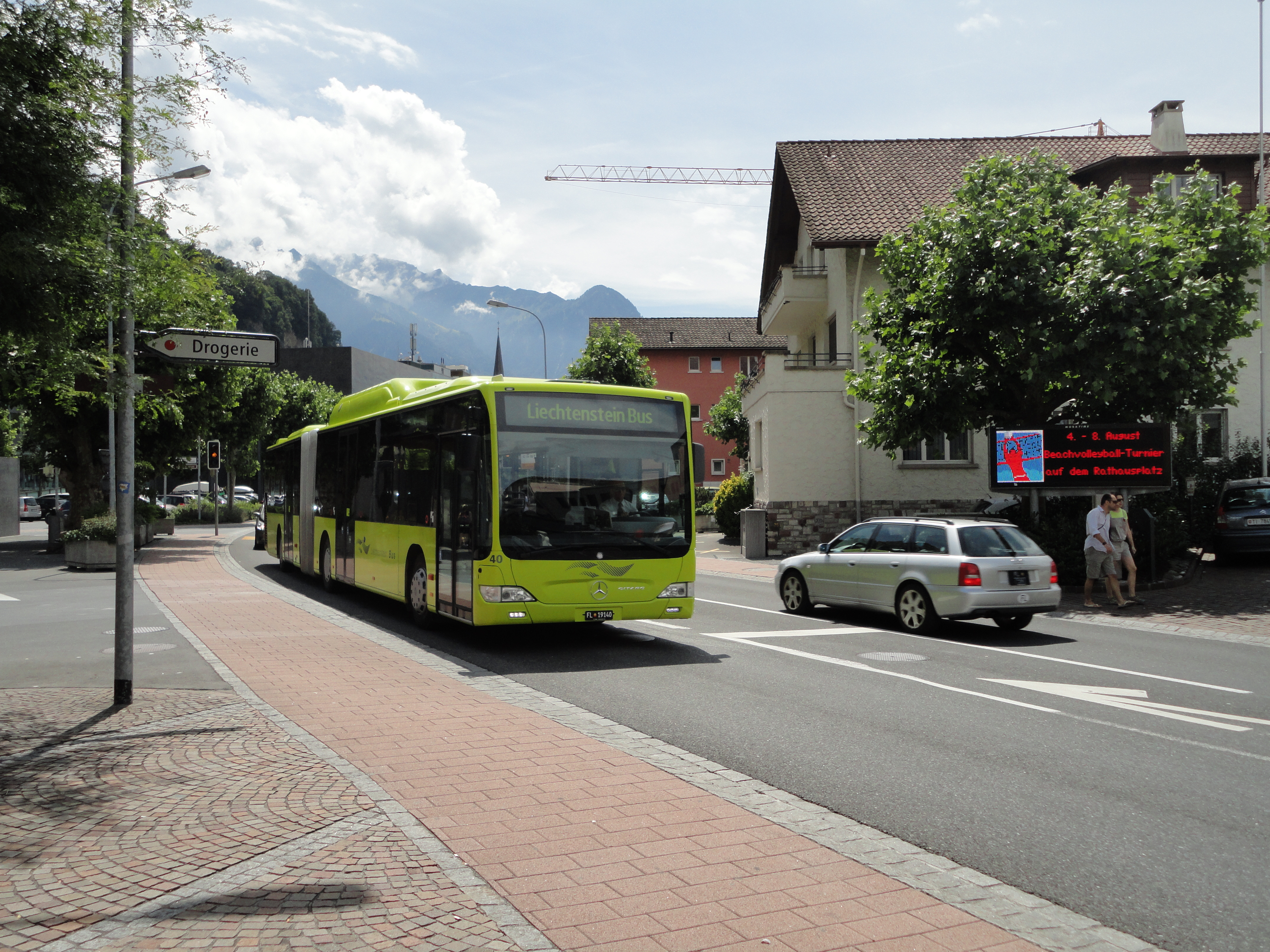
Autobus LIEmobil w Vaduz

Transport publiczny w Liechtensteinie jest bardzo dobrze rozwinięty i wszystkie gminy księstwa są dobrze skomunikowane. Najważniejszym przewoźnikiem autobusowym w Liechtensteinie jest firma Verkehrsbetrieb LIECHTENSTEINmobil (w skrócie: LIEmobil), która oferuje czternaście połączeń autobusowych na terenie państwa. Linie kursują pomiędzy wszystkim większymi miejscowościami państwa (Ruggell, Gamprin, Bendern, Mauren, Schellenberg, Schaanwald, Nendeln, Schaan, Eschen, Planken, Vaduz, Triesen, Triesenberg, Gaflei, Malbun i Balzers), a także ze szwajcarskimi Buchs, Sevelen, Trübbach i Sargans oraz austriackimi Feldkirch i Gisingen.

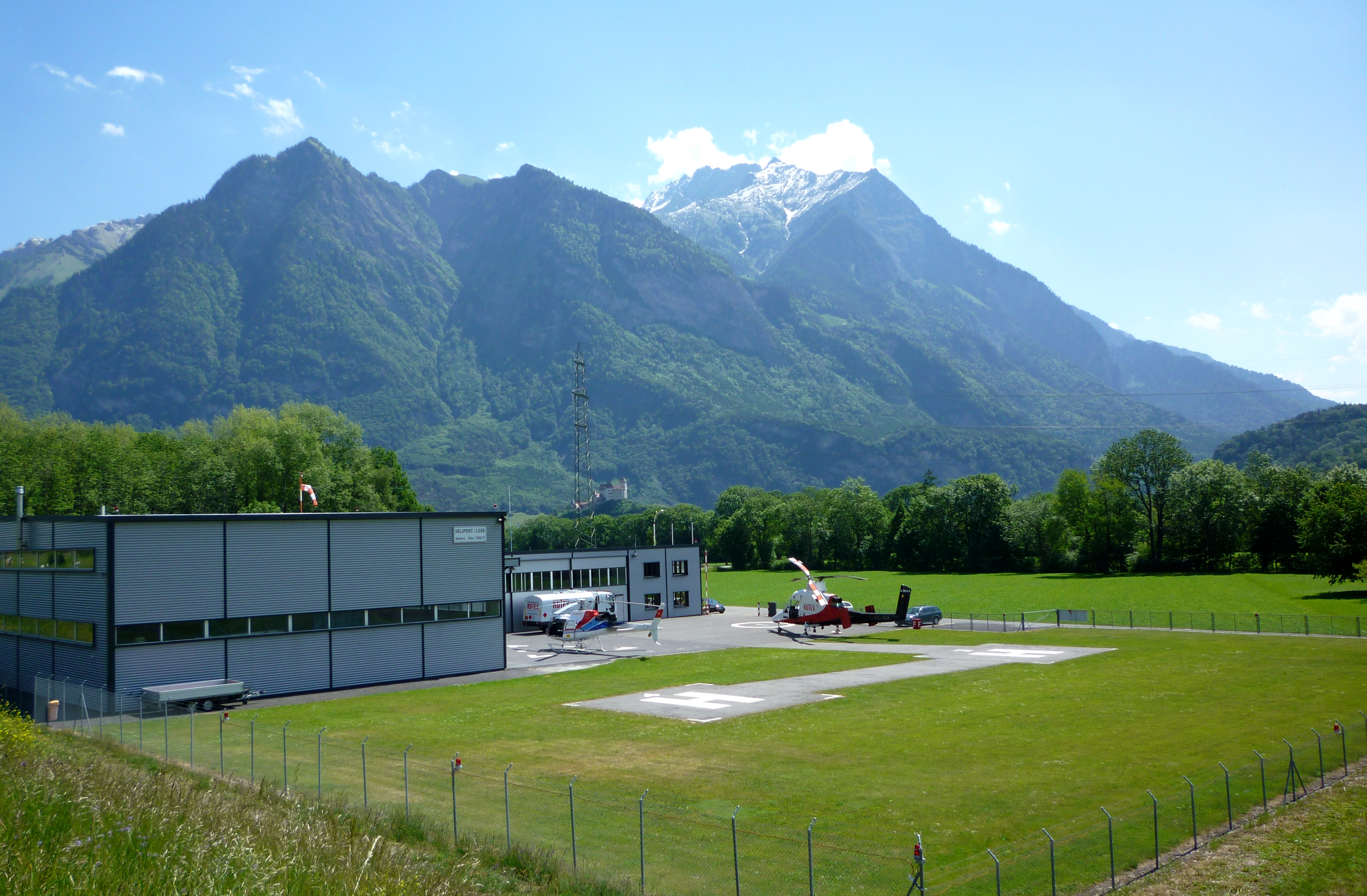
Heliport Balzers

### Transport lotniczy
W Liechtensteinie nie znajduje się żadne komercyjne lotnisko, ale w Balzers działa prywatny heliport. Najbliższy port lotniczy znajduje się w szwajcarskim Altenrheinie (port lotniczy St. Gallen-Altenrhein) – około 50 km od Vaduz. 90 km od stolicy znajduje się port lotniczy Friedrichshafen, a 115 km od Vaduz – port lotniczy Zurych-Kloten.
W 2008 roku Airbus A340 linii Swiss International Air Lines został ochrzczony nazwą państwa Fürstentum Liechtenstein.

## Łączność

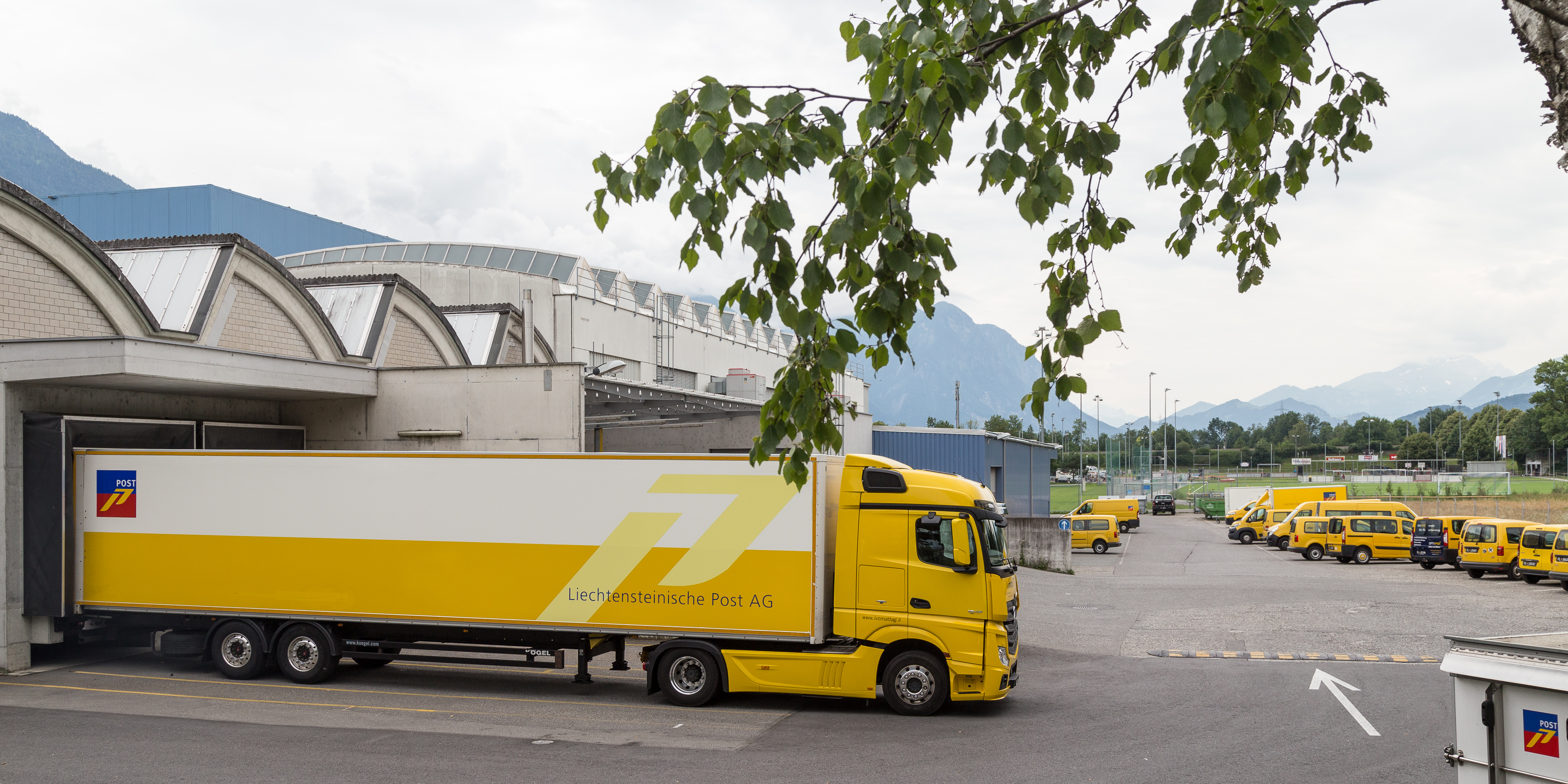
Centrum logistyczne Liechtensteinische Post w Schaan

### Poczta
W Liechtensteinie działa Liechtensteinische Post (Poczta Liechtensteińska), której akcje w 25% posiada szwajcarska poczta Die Schweizerische Post AG. Jej siedziba znajduje się w Schaan.
Kody pocztowe w Liechtensteinie zostały ustalone wspólnie ze Szwajcarią. Składają się z czterech cyfr i zaczynają się na 94.
| Miejscowość     | Kod pocztowy | Miejscowość | Kod pocztowy |
| --------------- | ------------ | ----------- | ------------ |
| Nendeln         | 9485         | Eschen      | 9492         |
| Schaanwald      | 9486         | Mauren      | 9493         |
| Gamprin-Bendern | 9487         | Schaan      | 9494         |
| Schellenberg    | 9488         | Triesen     | 9495         |
| Schaan Log      | 9489         | Balzers     | 9496         |
| Vaduz           | 9490         | Triesenberg | 9497         |
| Ruggell         | 9491         | Planken     | 9498         |

### Telekomunikacja
Publiczna sieć telefoniczna Liechtensteinu została uruchomiona 15 listopada 1898 r. i wówczas obejmowała dwa połączenia dla rządu i 14 stacji publicznych.
20 października 1951 r. Liechtenstein stał się pierwszym krajem na świecie, który uruchomił w pełni automatyczną sieć telefoniczną. Komunikacja mobilna zaczęła działać w 1978 r., a Internet w 1992 r. W 1963 r. Księstwo dołączyło do Międzynarodowego Związku Telekomunikacyjnego (ITU) i Europejskiej Konferencji Administracji Poczty i Telekomunikacji (CEPT).
Według danych z 2016 roku, w Liechtensteinie jest około 15 852 stacjonarnych linii telefonicznych, około 46 625 telefonów komórkowych i około 37 214 użytkowników Internetu.

## Energetyka
Liechtenstein posiada na swoim terytorium dwie elektrownie wodne – Lawena oraz Samina. Według danych w 2015 roku elektrownie te wyprodukowały 68,34 miliona kWh energii. Co stanowiło zaledwie 17,4% zapotrzebowania na energię w kraju. Przez to większość energii jest importowane, głównie ze Szwajcarii.
Cała populacja Liechtensteinu ma dostęp do energii elektrycznej.

## Kultura

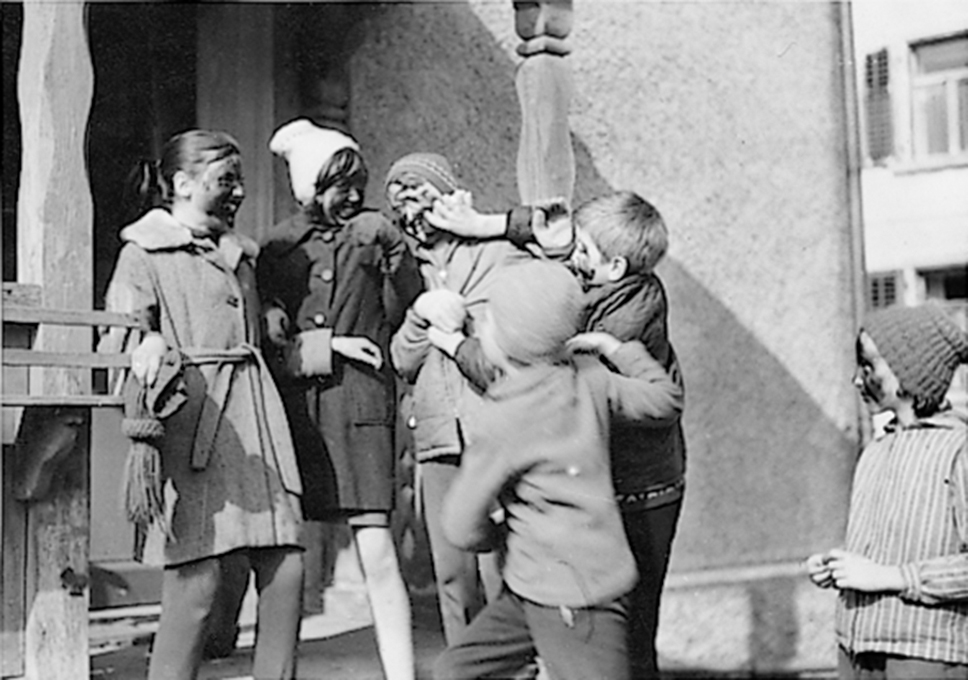
Dzieci malujące twarze na czarno, podczas karnawału Ruassla

### Zwyczaje i tradycje
Wiele tradycji w Liechtensteinie jest powiązane ze zwyczajami innych państw niemieckojęzycznych, ponieważ państwo jest bardzo niewielkie, nie powstały ludowe tradycje i zwyczaje charakterystyczne tylko dla Liechtensteinu. Jedną z najstarszych udokumentowanych tradycji na tych terenach są kolędnicy misyjni, o których pierwsze wzmianki na tych terenach pochodzą z 1677 roku. Zwyczaj ten przetrwał do dziś i można spotkać kolędników w święto Trzech Króli. Na Wielkanoc podobnie jak w innych państwach główne dekoracje stanowią kolorowe pisanki i zające.
Jednym z najważniejszych okresów w roku jest karnawał. Początek prawdziwego karnawału stanowi Tłusty Czwartek, ale bale kostiumowe odbywają się już po Trzech Króli. Unikatową tradycją, jest malowanie przez dzieci twarzy na czarno. Zwyczaj ten nazywany jest Ruassla. Podobnie jak w Szwajcarii, Austrii i Niemczech, karnawałowym paradom towarzyszy muzyka – Guggenmusik. Wydawana wówczas jest karnawałowa gazeta (Fastnachtszeitung). W pierwszą niedzielę po środzie popielcowej odbywa się Funkensonntag. Nazwa pochodzi od alemańskiego zwyczaju, podczas którego spala się dużą drewnianą wieżę lub stertę słomy, w którą wetknięty jest jodłowy słup z przymocowaną do niego lalką wiedźmy.
15 sierpnia obchodzone jest Święto Państwowe, podczas którego odbywają się pokazy sztucznych ogni. Pod koniec alpejskiego lata rolnicy przywożą krowy z górskich pastwisk udekorowane kwiatami z powrotem do wiosek. Najbardziej produktywne krowy ozdabia się drewnianym sercem na czole. Zwyczaj ten znany jest również w Szwajcarii i Austrii, a nazywany jest Alpabfahrt.
Raz w roku wszyscy rezydenci są zapraszani na imprezę w ogrodach zamkowych.

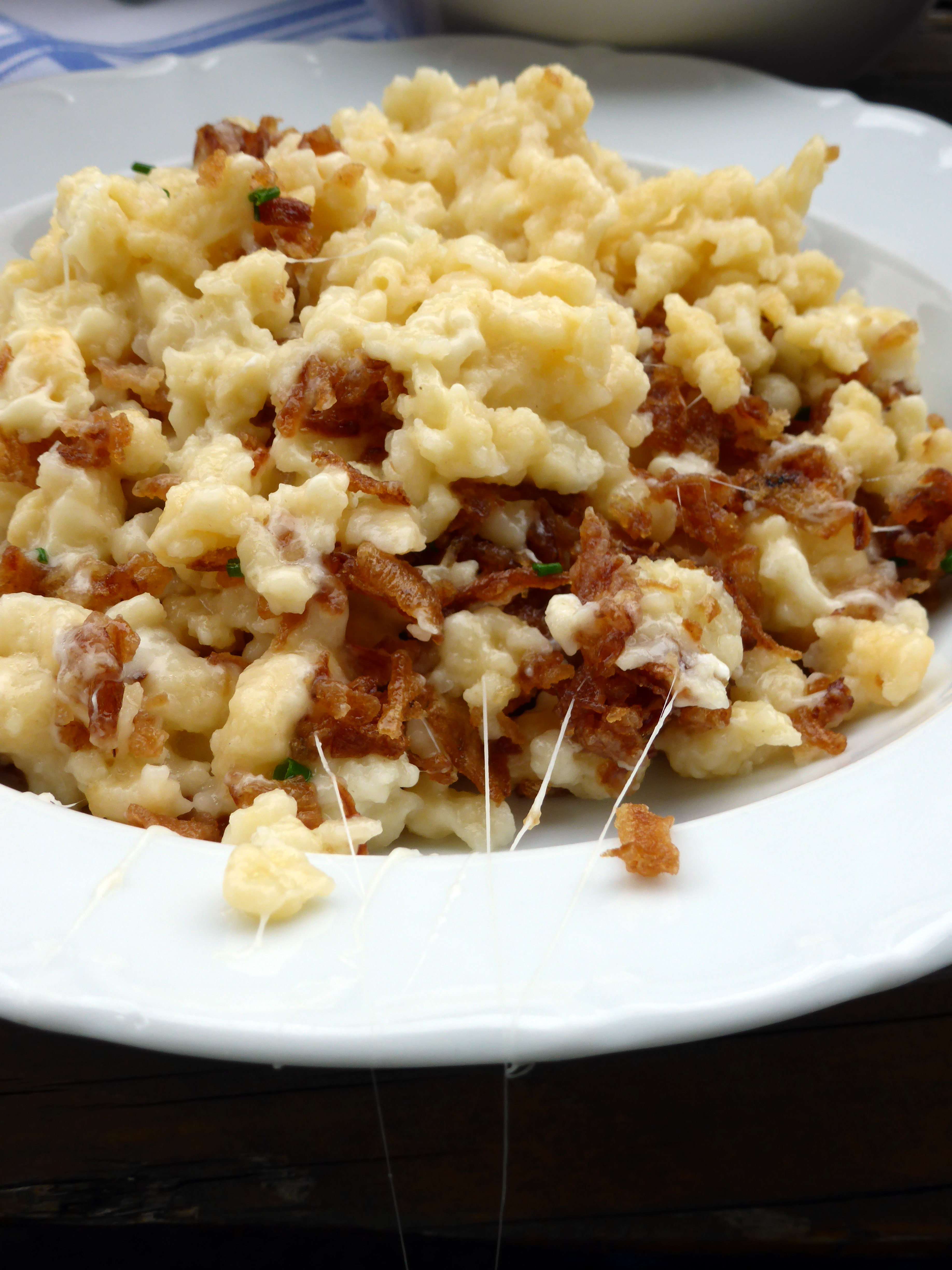
Käsknöpfle

### Kuchnia
Kuchnia Liechtensteinu przypomina inne kuchnie z obszaru Alp (szwajcarską, austriacką, niemiecką), lecz istnieje kilka potraw, które są charakterystyczne dla Liechtensteinu i przygranicznych terenów Szwajcarii i Austrii, są to, np.:
- Käsknöpfle – potrawa kuchni tyrolskiej, szwajcarskiej, niemieckiej i austriackiej, szpecle poprzekładane twardym krowim serem ze skwarkami. Na terenie Liechtensteinu i w Vorarlbergu w Austrii, potrawa jest podawana z musem jabłkowym
- Ribel – potrawa charakterystyczna dla kuchni Liechtensteinu i sąsiednich terenów Austrii i Szwajcarii. Jest wytwarzana z tutejszej odmiany kukurydzy. Podawana jest z mlekiem, kawą mleczną, cukrem lub kwaśnym serem
- Kratzete – nieco grubsze naleśniki, podawane najczęściej z sosem kompotowym lub jabłkowym.

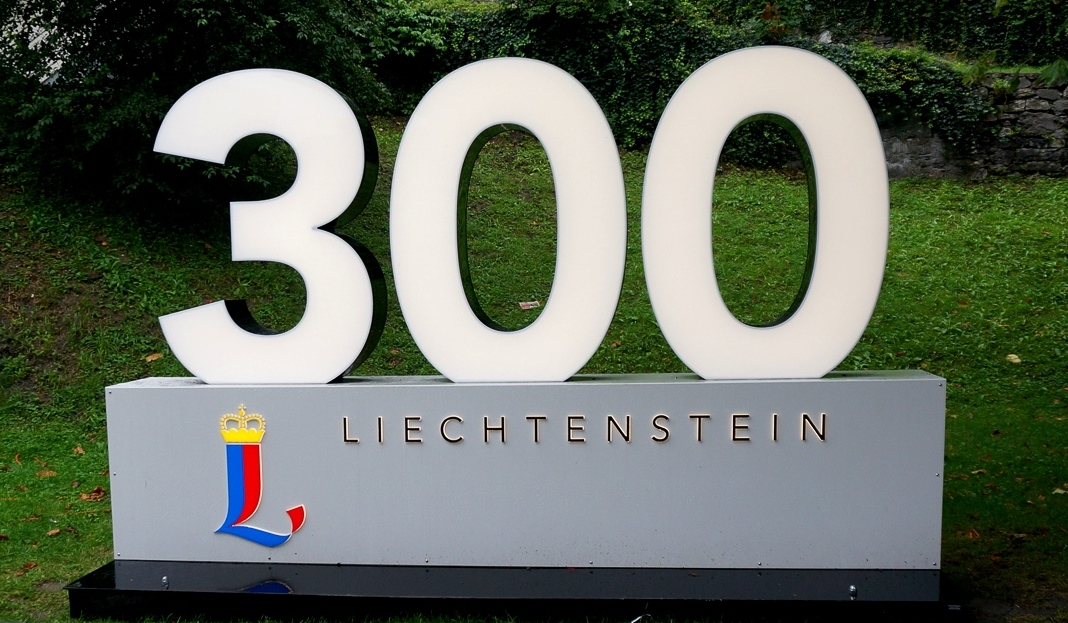
Pomnik z okazji obchodów 300-lecia Księstwa Liechtensteinu w 2019 roku

### Dni wolne od pracy i święta
Jako iż chrześcijaństwo jest religią państwową Liechtensteinu, to wszystkie święta państwowe w kraju są świętami religijnymi. Wyjątek stanowi 1 maja, dzień ten ustanowiono bowiem Świętem Pracy, w roku 1970. 15 sierpnia obchodzone jest równocześnie Święto Narodowe i Święto Wniebowzięcia NMP. Poza świętami uroczystości odbywają się z okazji urodzin księcia, inauguracji nowego rządu, rocznic państwowych (np. 300. rocznica utworzenia Księstwa Liechtensteinu w 2019 roku).

### Architektura
Najstarszymi zabytkami budowlanymi w Liechtensteinie są pozostałości rzymskich willi w Nendeln i Schaanwald oraz rzymski fort w Schaan. W okresie średniowiecza i późnego średniowiecza powstało kilka zamków, w tym w Vaduz, Schellenbergu i Balzers. Dawne kościoły romańskie i gotyckie zostały zastąpione w XIX i na początku XX wieku przez nowe budynki w stylu klasycystycznym. Aż do około 1850 r. oprócz pojedynczych reprezentacyjnych budynków administracyjnych, krajobraz kształtowały gospodarstwa wiejskie. To skromne dziedzictwo architektoniczne ukazuje przeszłość państwa, które niegdyś było biednym, rolniczym księstewkiem bez miast.

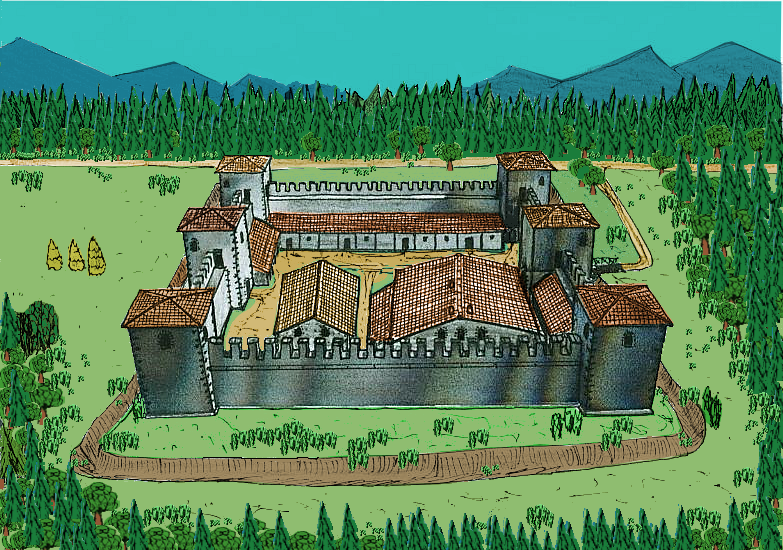
Rekonstrukcja rzymskiego fortu w Schaan
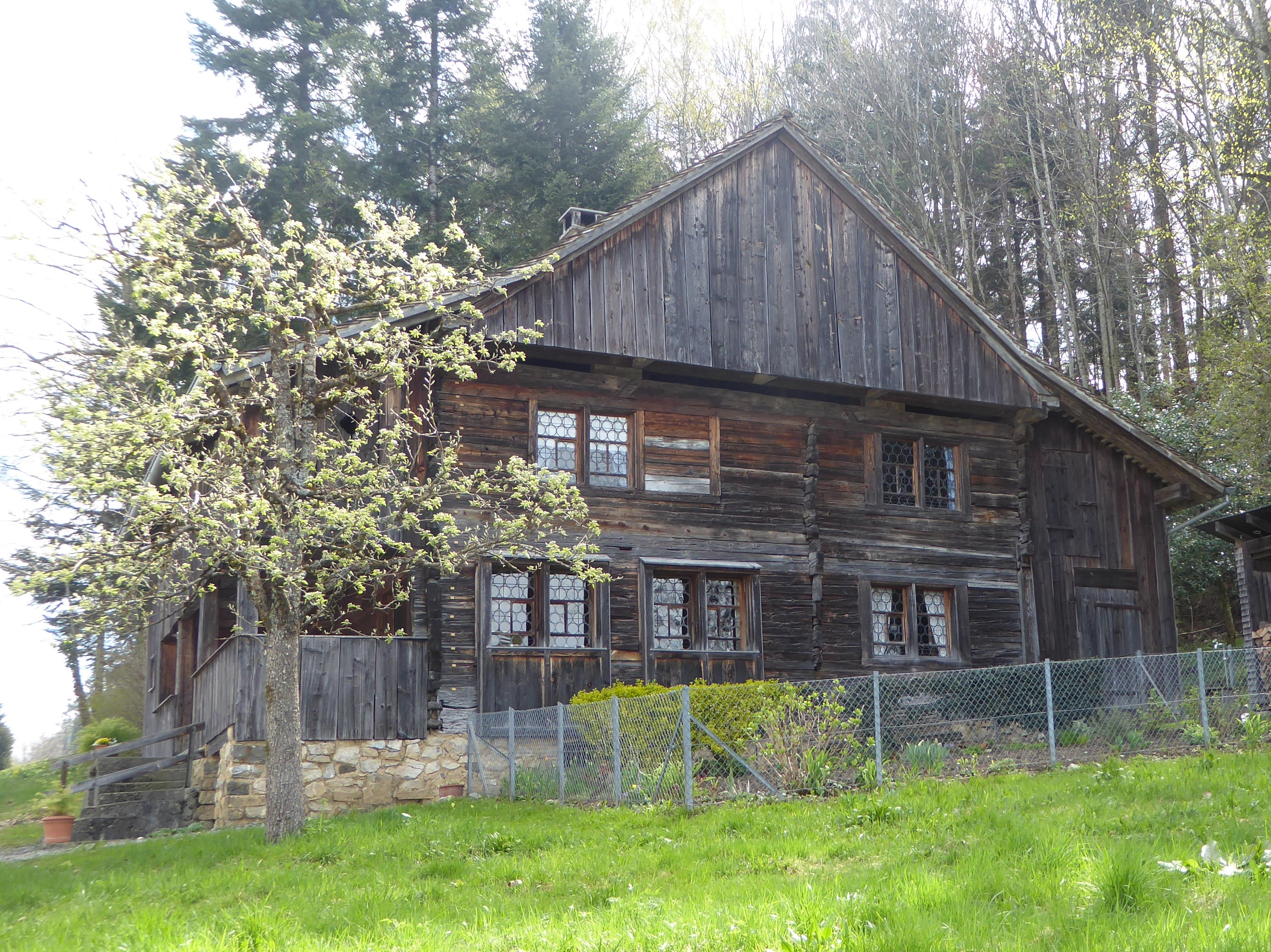
Zabytkowy Biedermann-Haus w Schellenbergu, jako przykład typowej wiejskiej architektury
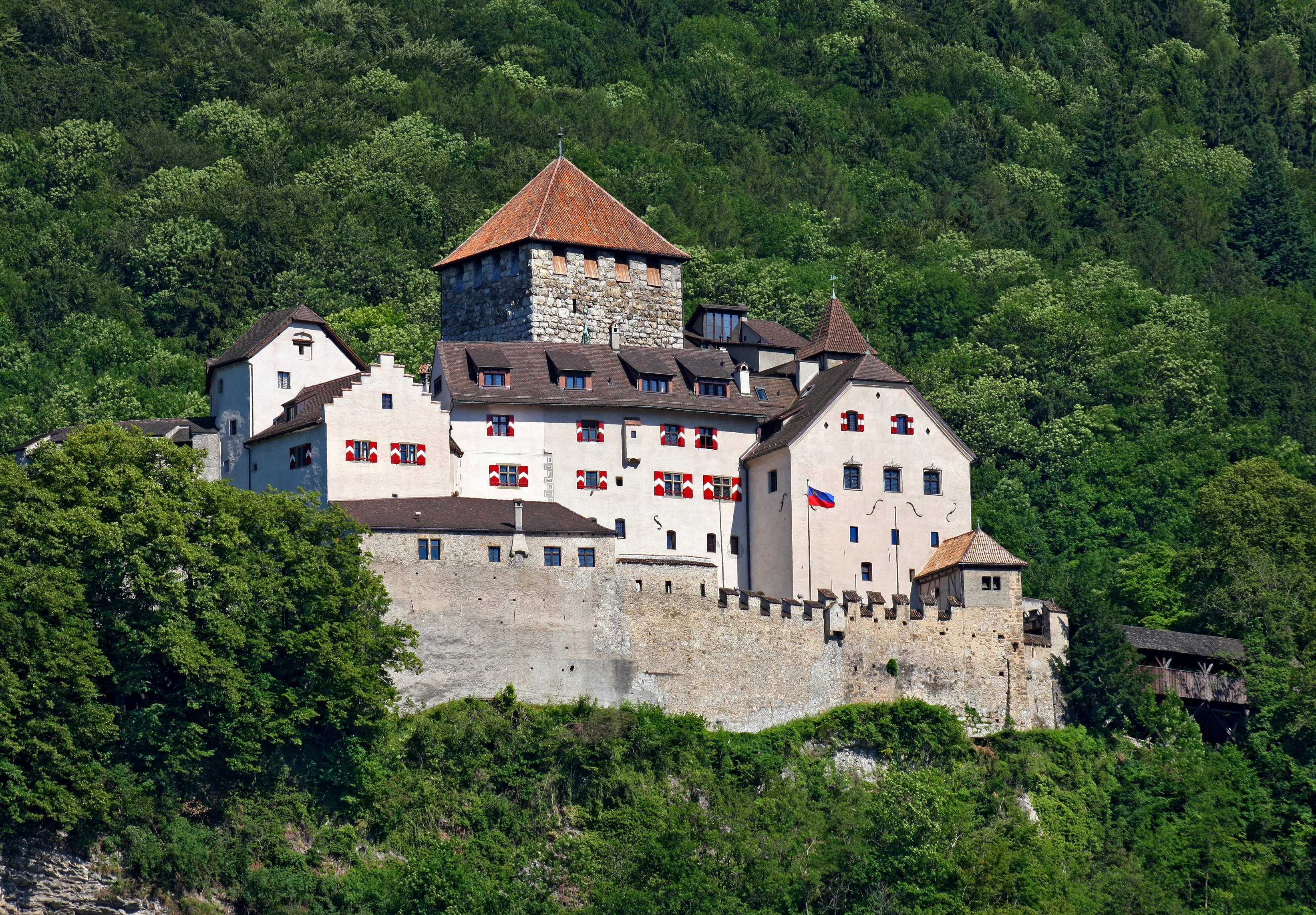
Zamek w Vaduz
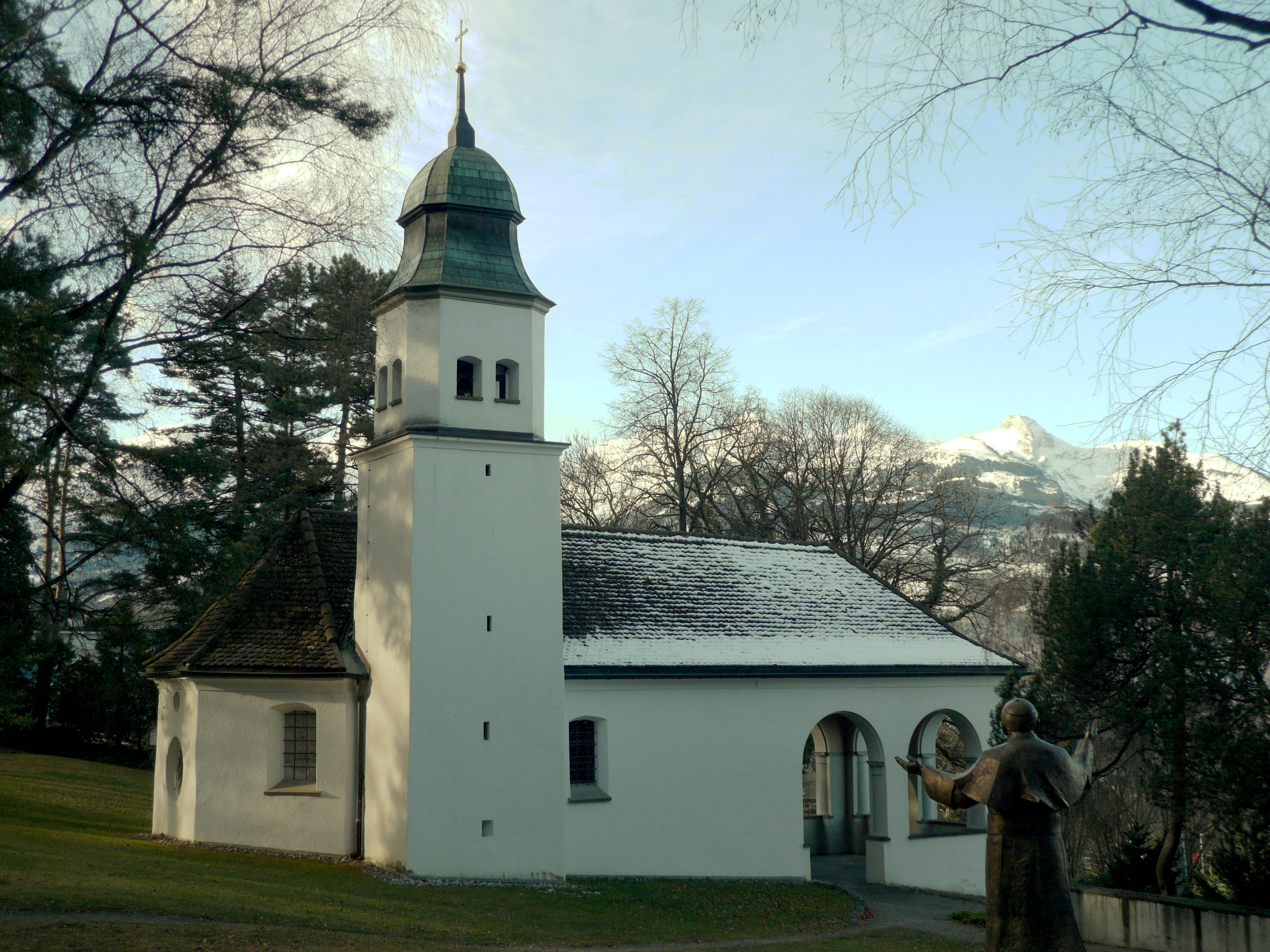
Barokowa kaplica Duxkapelle w Schaan
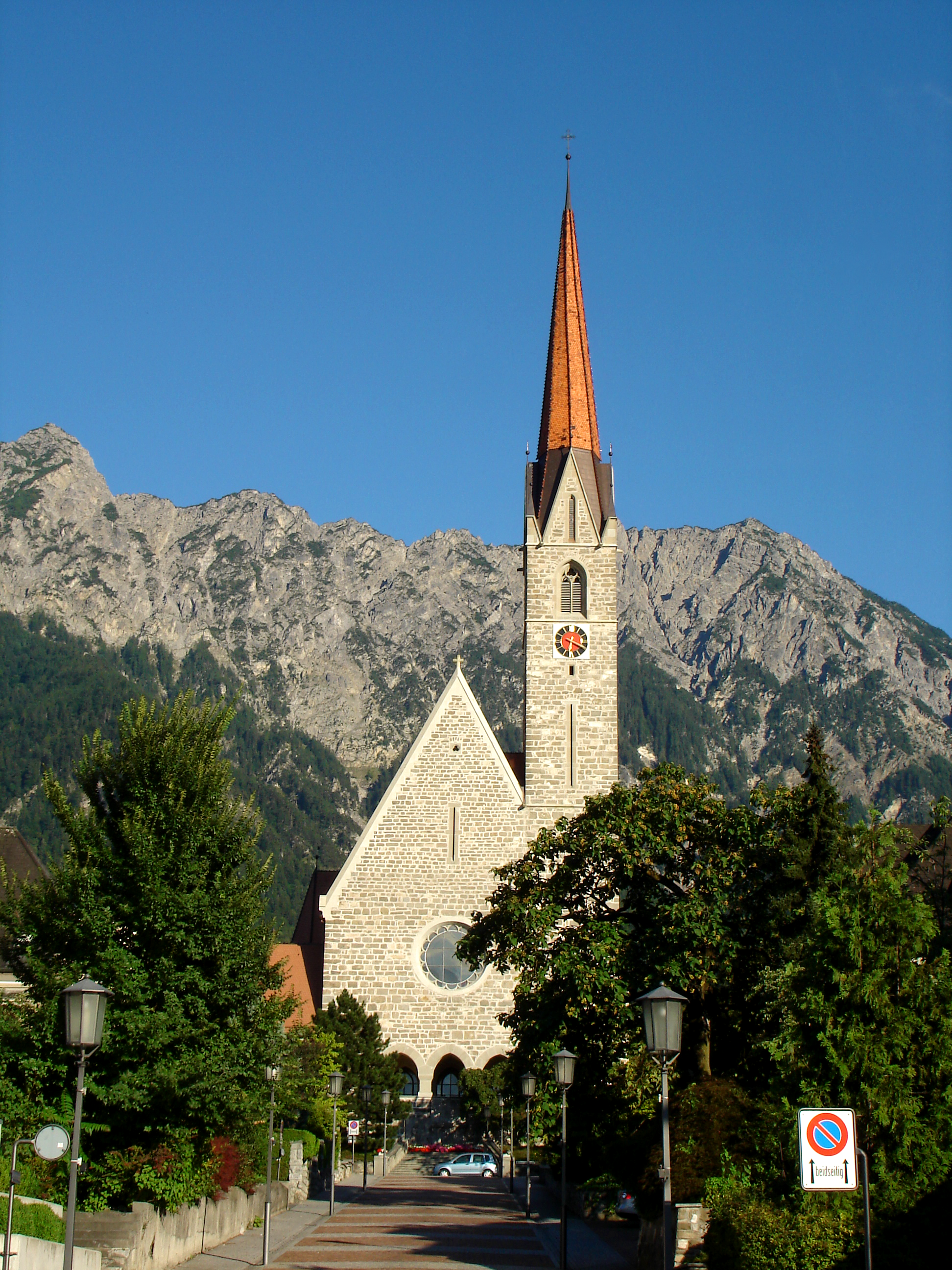
Kościół parafialny w Schaan, zbudowany w stylu historyzmu
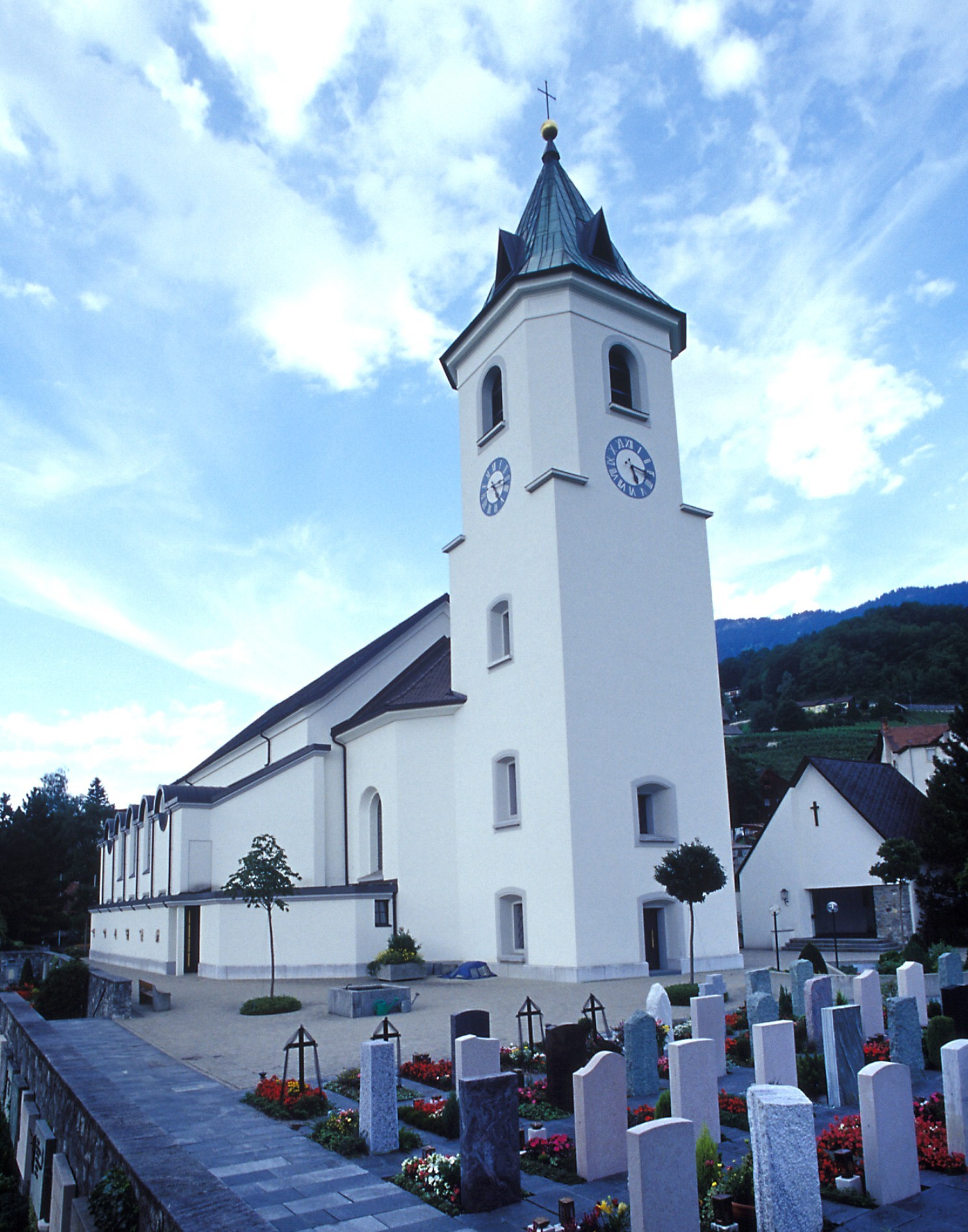
Kościół św. Gawła (St. Gallus) w Triesen, zbudowany w stylu historyzmu
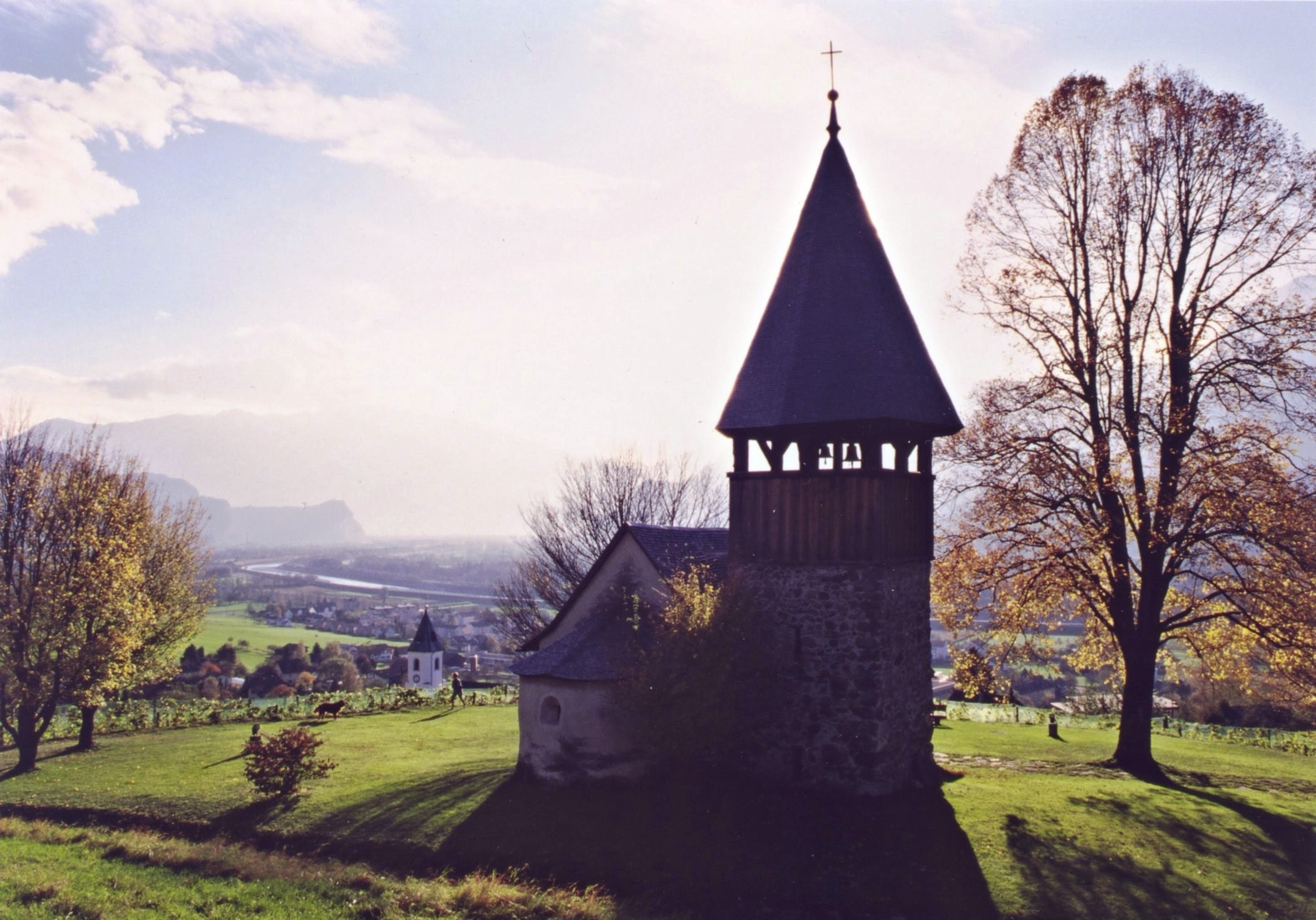
Średniowieczna kaplica św. Memarta (St. Mamerten) w Triesen
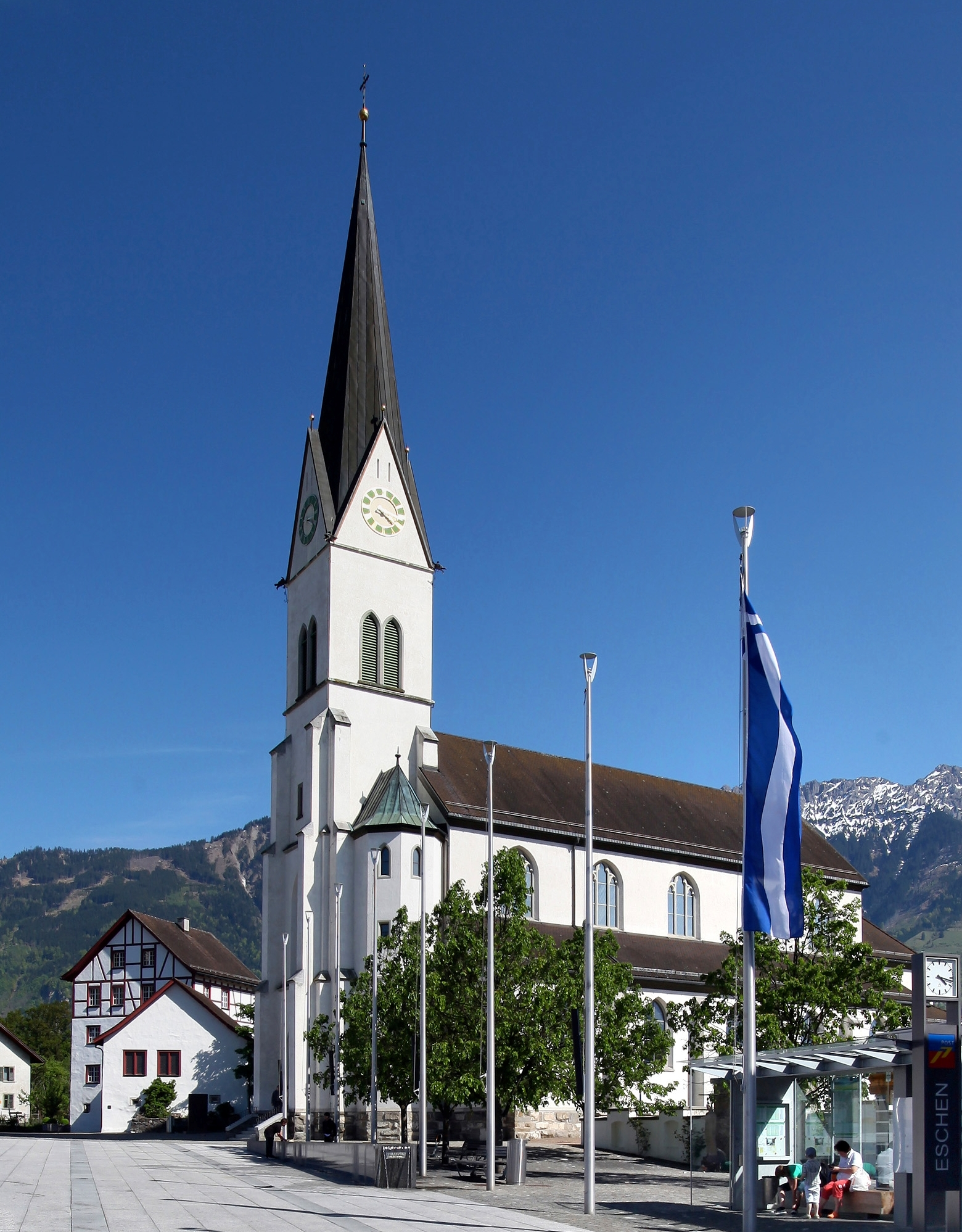
Klasycystyczny kościół św. Marcina (St. Martin) w Eschen
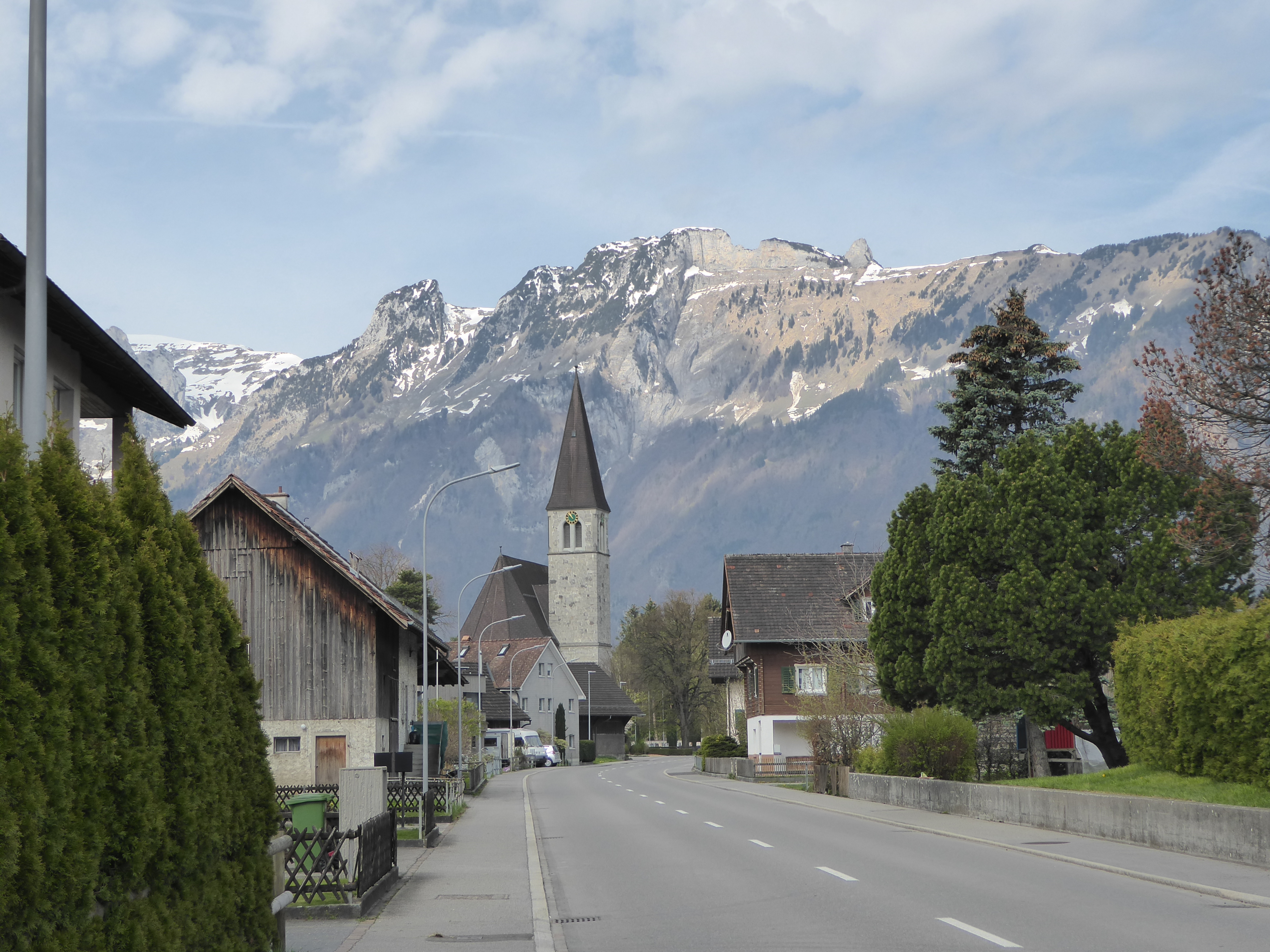
Kościół w Ruggell
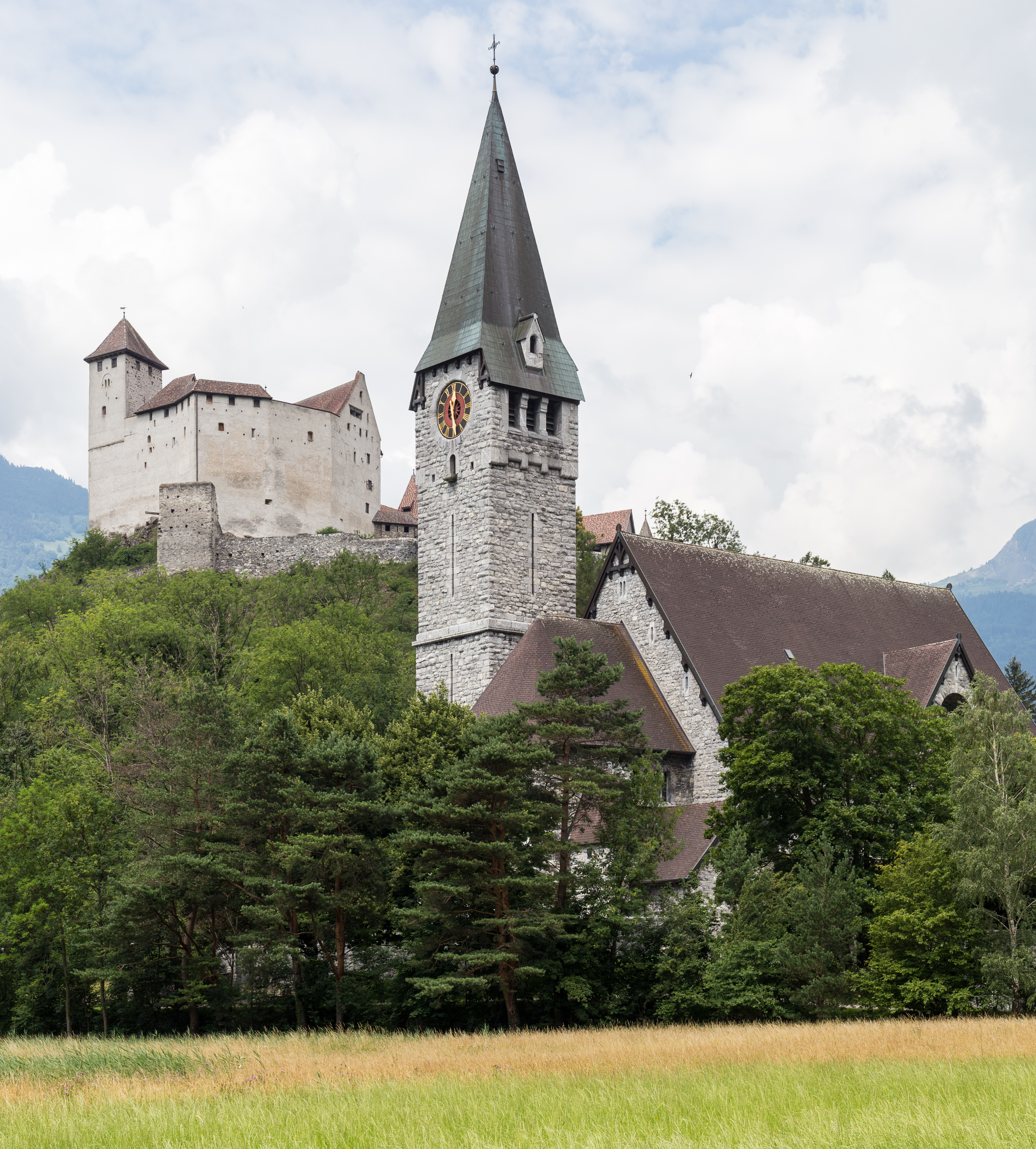
Kościół św. Mikołaja (St. Nikolaus) i zamek Gutenberg w Balzers
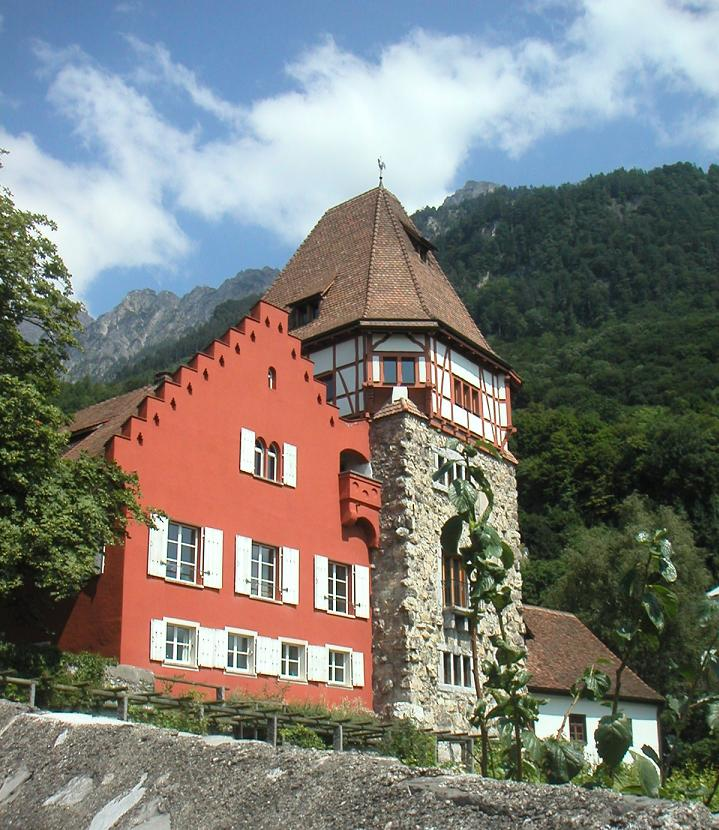
Rotes Haus w Vaduz
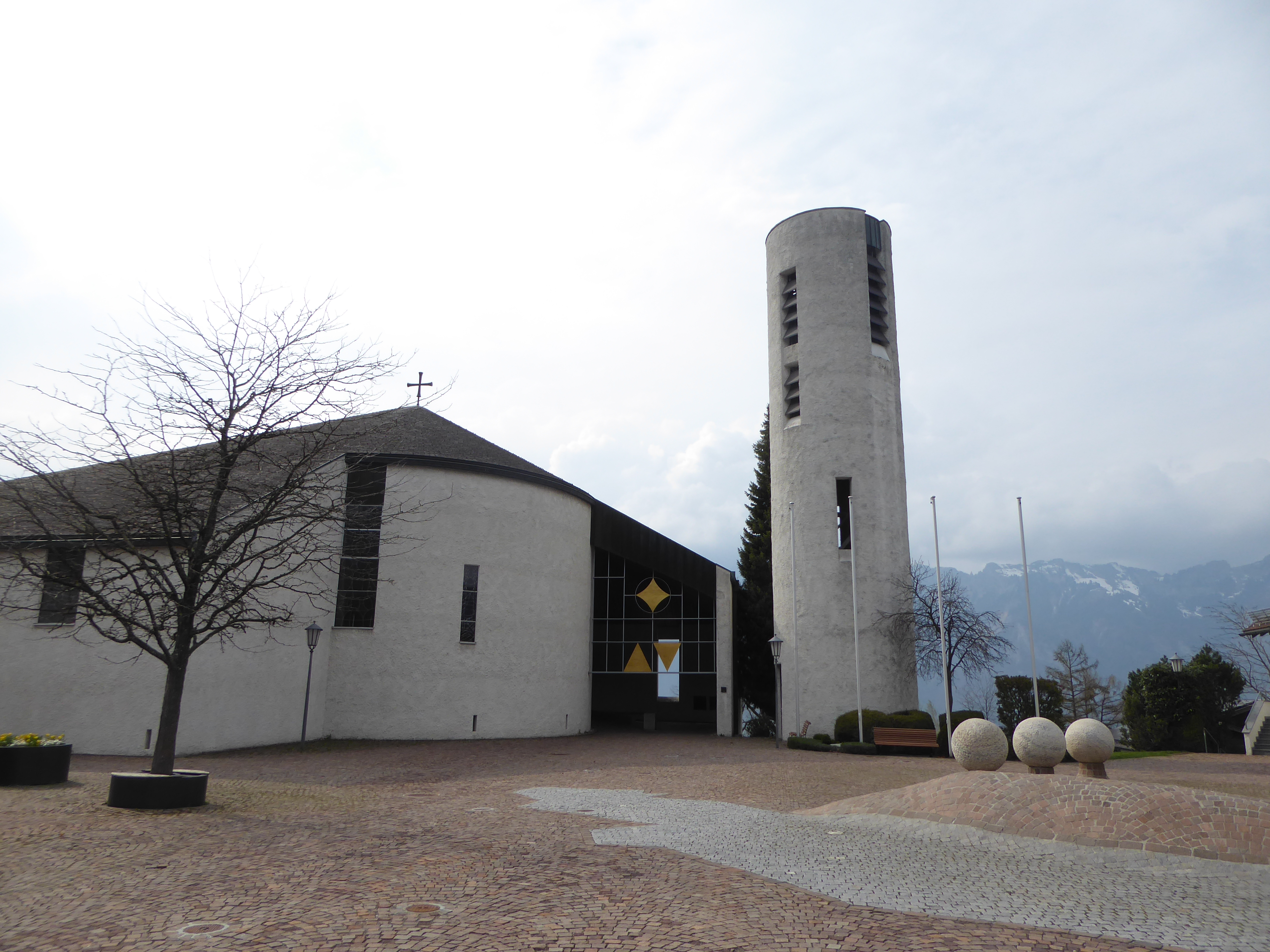
Modernistyczny kościół w Schellenbergu
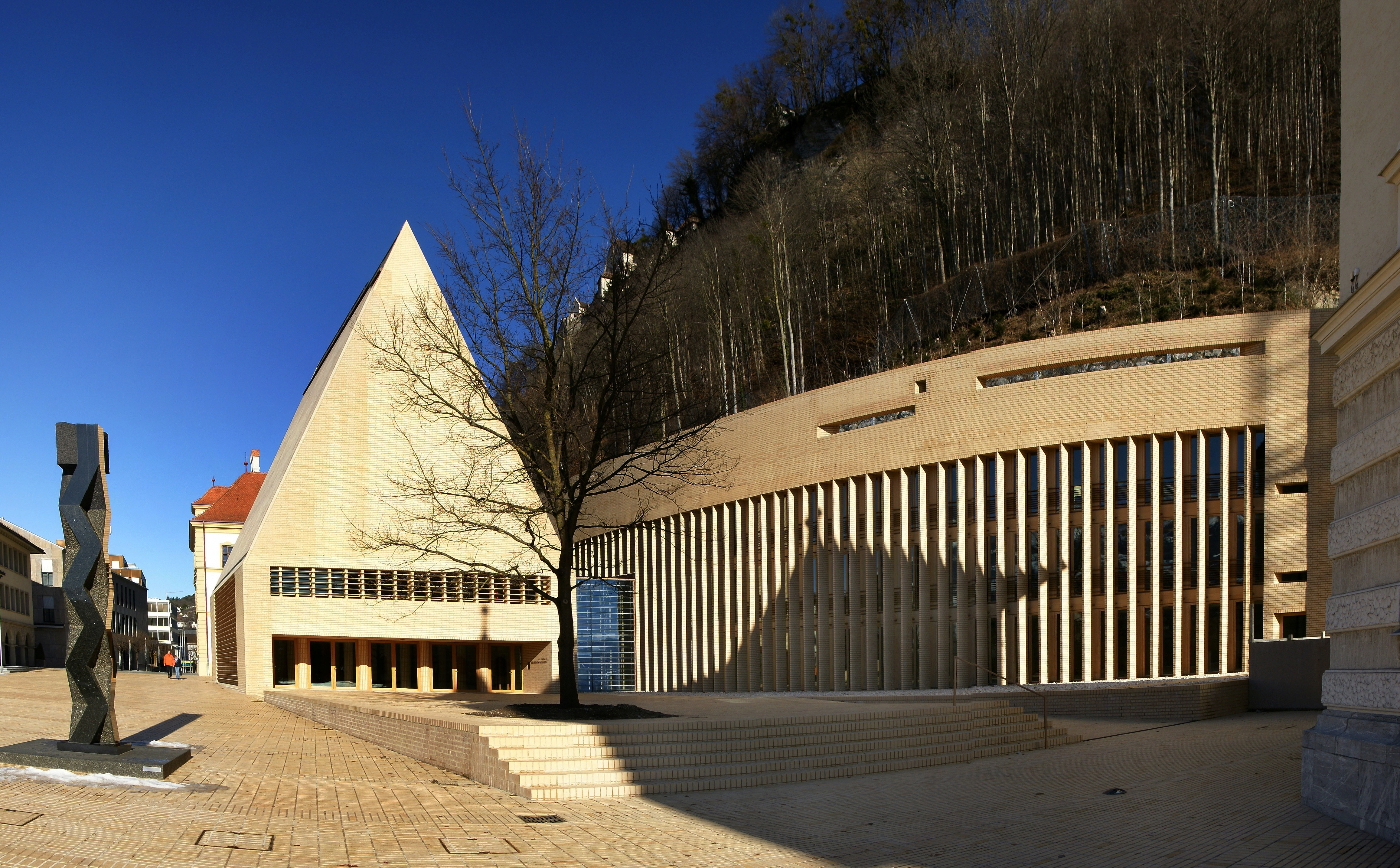
Modernistyczny budynek Landtagu w Vaduz
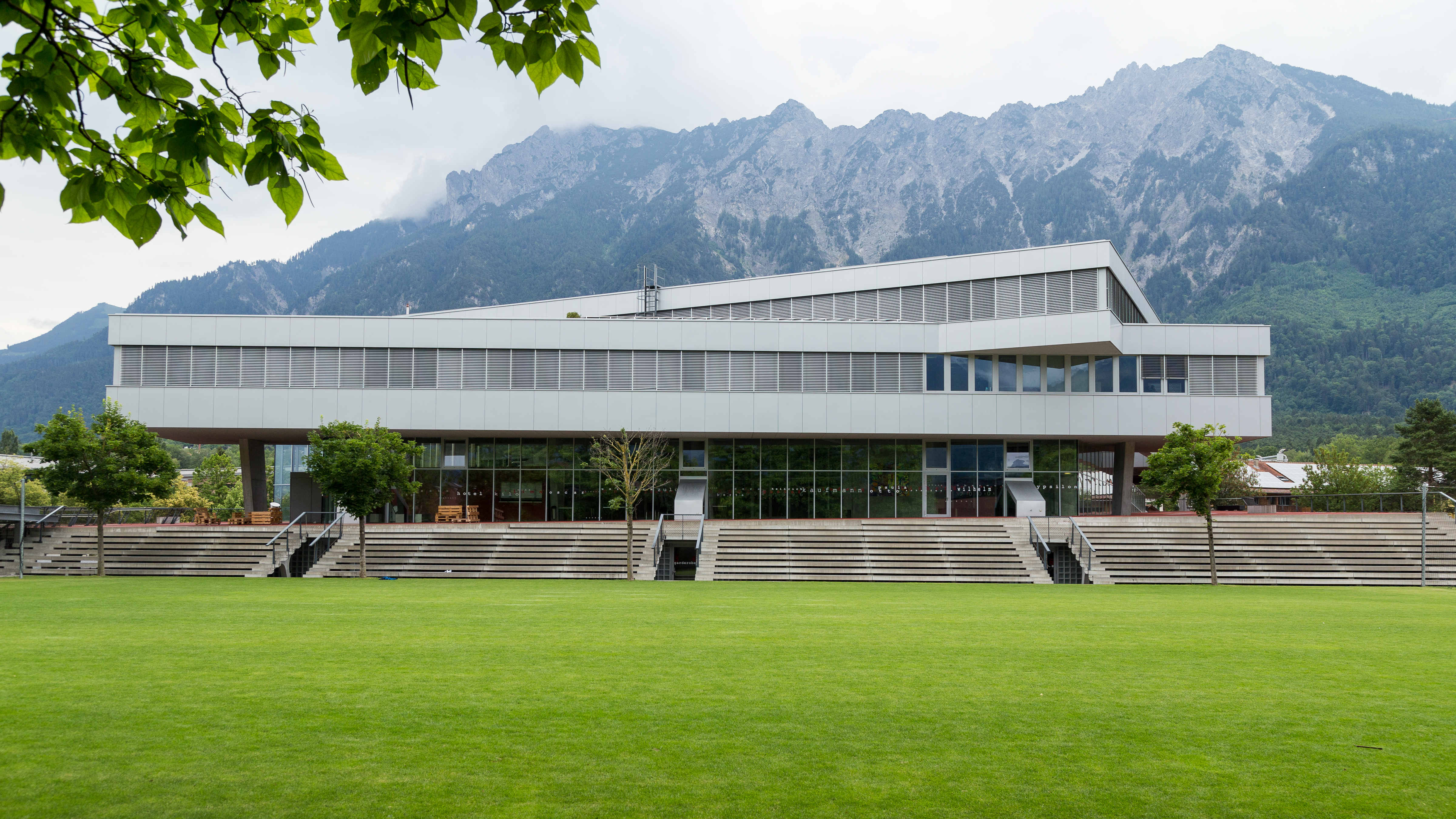
Postmodernistyczny budynek zespołu szkół w Schaan

### Język retoromański
Z racji tego, że księstwo jest na terytoriach dawnej prowincji Recja, jednym z języków używanych przez rdzennych mieszkańców jest język romansz. Według oficjalnych dokumentów populacja posługujących się tym językiem jest niewielka, aczkolwiek ludzie tam mieszkający twierdzą, że znają ludzi znających bądź używających tego języka.

## Media
W Liechtensteinie działają dwa dzienniki: Liechtensteiner Vaterland i Liechtensteiner Volksblatt. Nie podlegają one kontroli władz, ale są administrowane przez partie polityczne. Vaterland przez VU, a Volksblatt przez FBP. W kraju działa również stacja radiowa Radio Liechtenstein. Liechtenstein posiada narodową telewizję 1FLTV.

## Obronność i bezpieczeństwo

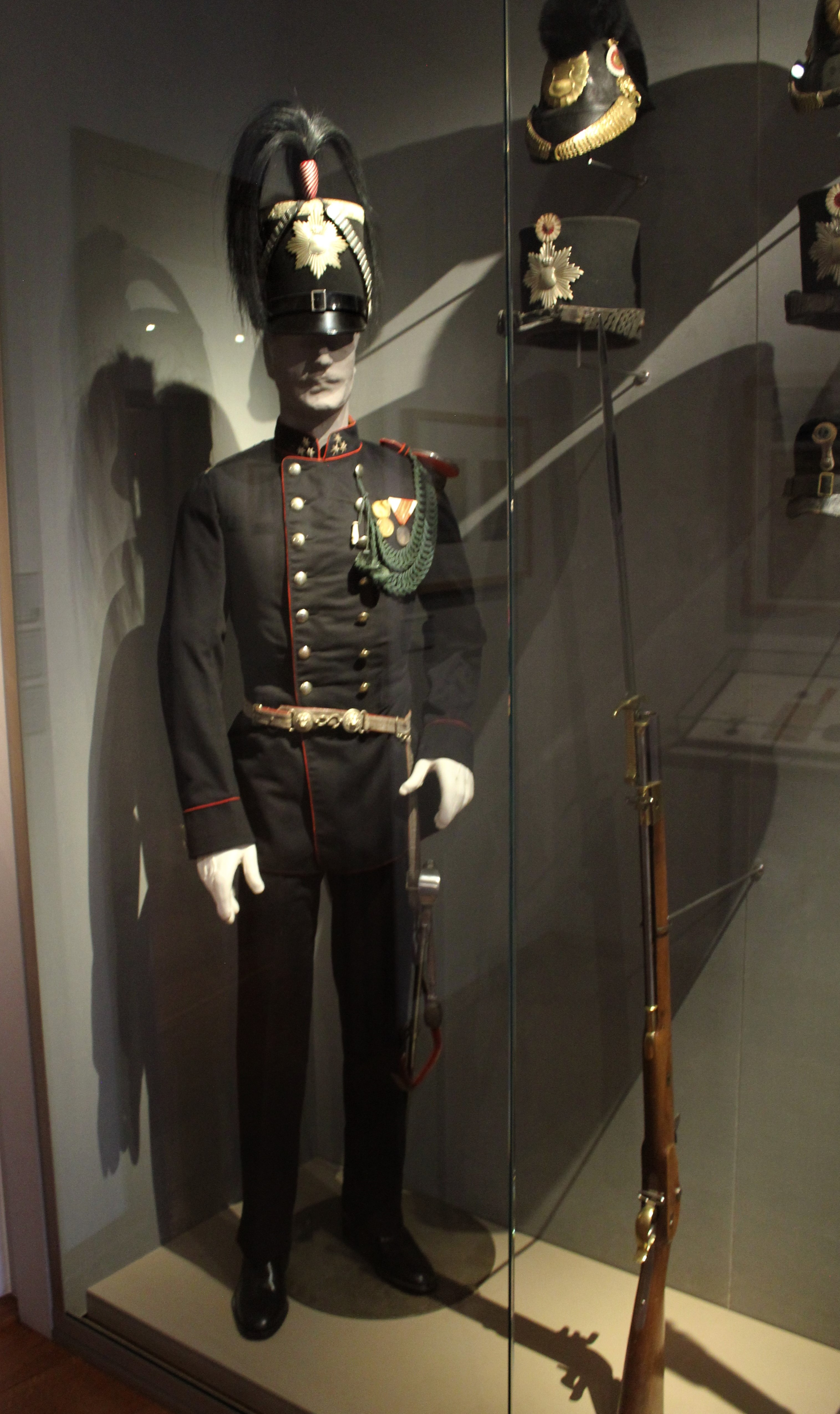
Mundur Petera Rheinbergera, dowódcy kontyngentu wojskowego Liechtensteinu (1859–1868)

Uniform składał się z szabli, gwizdka sygnalizacyjnego z kości słoniowej i czaka z kitą z czarnego włosia końskiego (Liechtensteinisches Landesmuseum).
Armia Liechtensteinu została zlikwidowana z powodów finansowych wkrótce po wojnie austriacko-pruskiej (1866). W trakcie konfliktu Księstwo wsparło Cesarstwo Austrii kontyngentem liczącym 80 ludzi, którzy mieli bronić granicy z Włochami na przełęczy Stelvio. Liechtensteińczycy nie brali jednak udziału w żadnych walkach. Upadek Związku Niemieckiego w tej wojnie uwolnił Liechtenstein od międzynarodowego zobowiązania utrzymywania wojska, a parlament skorzystał z okazji i odmówił finansowania niepopularnej armii, co dotąd było dużym obciążeniem dla ubogiej ludności państwa. Książę Jan II Dobry 12 lutego 1868 r. rozwiązał siły zbrojne Liechtensteinu i od tego czasu Księstwo nie ma już własnego wojska, jednak powszechny obowiązek obrony państwa jest nadal zapisany w konstytucji (art. 44 pkt 1).
Zadania związane z obronnością miała w latach 20. XX w. przejąć formacja paramilitarna o nazwie Landeswehr, a następnie Książęcy Liechtensteiński Korpus Bezpieczeństwa (Fürstlich Liechtensteinisches Sicherheitskorps), który rozpoczął działalność w 1933 r., a po II wojnie światowej stopniowo (do 1997 r.) został przekształcony w Policję Krajową (Landespolizei), która odpowiada za bezpieczeństwo wewnętrzne i zwalczanie przestępczości. Ponadto niektóre gminy utrzymują własne siły policyjne. 
W czasie II wojny światowej Szwajcaria chciała włączyć terytorium Księstwa Liechtensteinu do swojego systemu obronnego, ponieważ topografia Liechtensteinu stwarzała dogodne warunki do ataku na szwajcarską granicę państwową w dolinie Renu. Jednak Liechtenstein odmówił, obawiając się, że nadmiernie nadwyręży to jego stosunki z nazistowskimi Niemcami. Nawet po zakończeniu wojny Szwajcaria naciskała na rozwiązanie problemu. Wreszcie, w kilku etapach, Liechtenstein przekazał Szwajcarii ważne pod względem militarnym punkty w zamian za rekompensatę finansową i terytorialną (ostatnio Ellhorn w 1949 r.).
Do dziś nie ma traktatu, który regulowałby obowiązek lub prawo Szwajcarii do interwencji w przypadku ataku na terytorium Liechtensteinu. Naruszałoby to zresztą zasady neutralności. Z drugiej strony, na podstawie umowy z dnia 2 listopada 2005 r. między Księstwem Liechtensteinu a Konfederacją Szwajcarską o wzajemnej pomocy w przypadku katastrof lub poważnych wypadków, zarówno jednostki cywilne, jak i wojskowe Szwajcarii mogą udzielać pomocy na wniosek Liechtensteinu.
Ponadto na mocy unii celnej Straż Graniczna Szwajcarii (Grenzwachtkorps) zabezpiecza granice Liechtensteinu. Od 2007 r. księstwo wchodzi w skład III Rejonu Straży Granicznej (Zoll Ost, komenda w Chur). W 2008 r. w Liechtensteinie pełniło służbę około 40 szwajcarskich funkcjonariuszy straży granicznej.
W związku z kwestią szwajcarsko-liechtensteińskiej współpracy obronnej doszło do szeroko opisywanego (zwłaszcza w szwajcarskich mediach) incydentu w 2007 roku. Zgodnie z umowami Armia Szwajcarska musi uprzedzać i dostawać zgodę na wkroczenie na teren Liechtensteinu. Tymczasem podczas ćwiczeń grupa około 170 uzbrojonych (ale prawdopodobnie bez amunicji) żołnierzy zgubiła się w górach na granicy i bez zgody Księstwa wkroczyła na jego teren. O fakcie przekroczenia w ten sposób granicy poinformowali sami Szwajcarzy. Księstwo nie zdecydowało się na reakcję dyplomatyczną, pozostawiając incydent bez echa. Sytuacja była o tyle znamienna, że Szwajcaria jest neutralna.

## Sport

### Piłka nożna

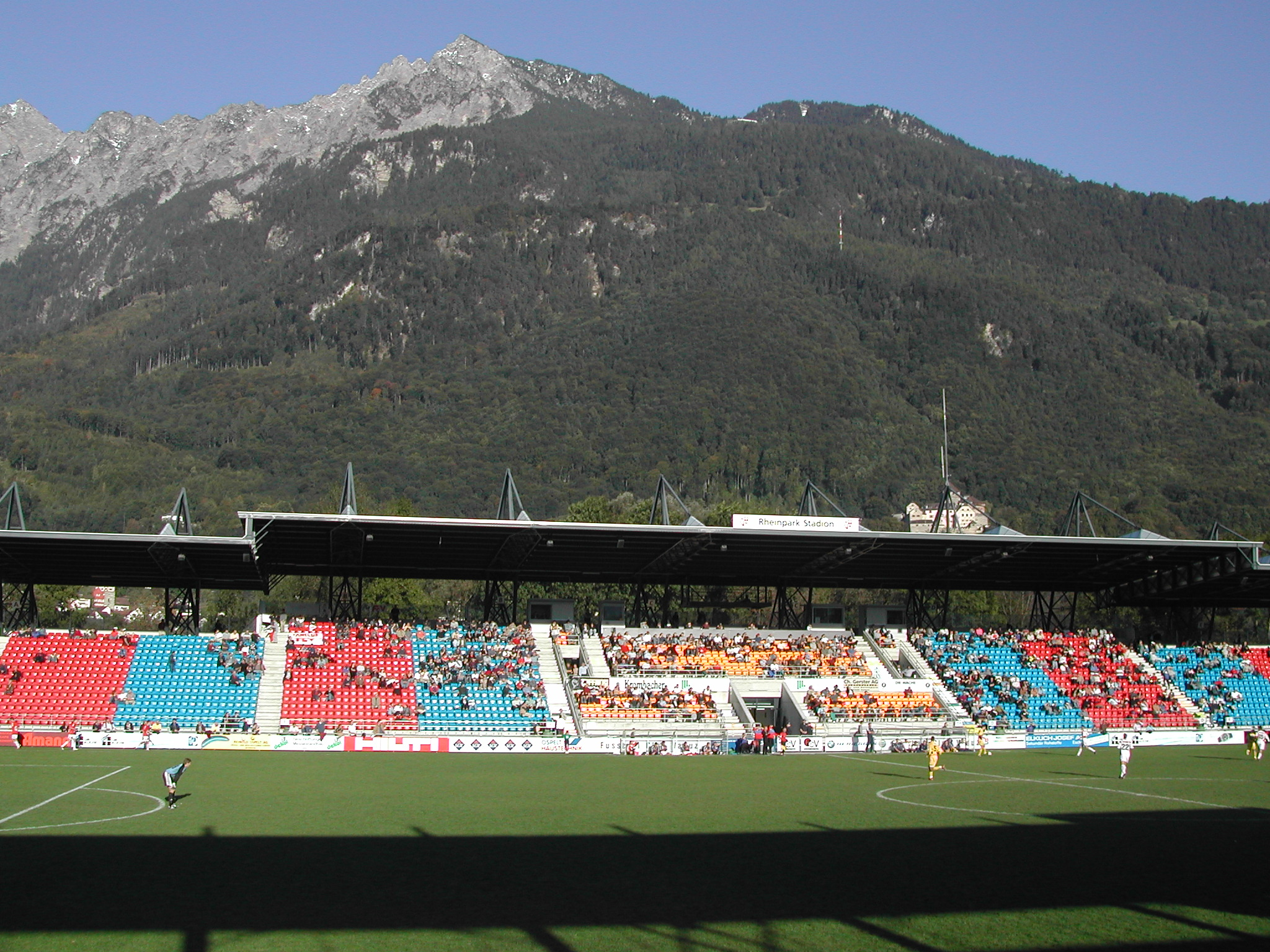
Stadion piłkarski Rheinpark Stadion

W Liechtensteinie piłka nożna (obok sportów zimowych) jest najpopularniejszym sportem. Od 1945 roku rozgrywany jest, organizowany przez Liechtensteińską Federację Piłkarską, Puchar Liechtensteinu (FL1 Aktiv – Cup). Zwycięzca tego turnieju staje się mistrzem Liechtensteinu, a także zyskuje prawo udziału w eliminacjach do Ligi Konferencji Europy UEFA. Jednocześnie w państwie nie funkcjonuje żaden system rozgrywek ligowych, a wszystkie kluby księstwa uczestniczą w szwajcarskich ligach.
W kraju funkcjonuje osiem klubów piłkarskich, a najbardziej utytułowanym z nich jest stołeczny FC Vaduz. Klub rozgrywa swoje mecze na największym stadionie księstwa – Rheinpark Stadion, którego maksymalna pojemność wynosi 7584. W sezonie 2019/20 klub ze stolicy rozgrywa swoje mecze w Swiss Challenge League – drugiej najwyższej lidze Szwajcarii. Klub FC Vaduz zdobywał mistrzostwo kraju 47 razy. Drugim najbardziej utytułowanym klubem jest FC Balzers, grającym na czwartym stopniu szwajcarskich rozgrywek 1. Liga, który podnosił puchar kraju 11 razy.
Liechtenstein posiada również swoją reprezentację narodową, którą zarządza Liechtensteińska Federacja Piłkarska, która od 1974 roku jest członkiem FIFA oraz UEFA, dzięki czemu ma prawo uczestnictwa w kwalifikacjach do Mistrzostw Świata, a także Mistrzostw Europy, nigdy jednak w tych turniejach nie uczestniczyła. Najlepszym zawodnikiem w historii reprezentacji jest Mario Frick, który zdobył 16 bramek w 125 meczach.